# Liesenstraße
A Liesenstraße é uma rua localizada na fronteira entre os distritos de Berlim Mitte e Gesundbrunnen em Mitte. O Muro de Berlim passava em seu lado sudeste. Naquela época Gesundbrunnen pertencia ao distrito de Wedding em Berlim Ocidental, que em 2001 estava incluído no distrito de Mitte, que antes estava apenas em Berlim Leste.
Quase não há edificações residenciais na Liesenstraße, que tem aproximadamente 500 metros de extensão. Em vez disso, a rua é moldada pelas pontes Liesenbrücken que a cruzam e quatro dos cemitérios mais famosos de Berlim. Além disso, os vestígios das fortificações de fronteira no Muro de Berlim foram preservados no terreno a sudeste da rua.
Os quatro cemitérios, o crescente tráfego de trens da vizinha Ferrovia Berlim–Szczecin e as empresas metalúrgicas vizinhas, que deram à área o nome de Feuerland (Terra do Fogo), tornaram os lotes restantes ao longo da Liesenstraße pouco atraentes para o desenvolvimento residencial.

## Cemitérios na Liesenstraße

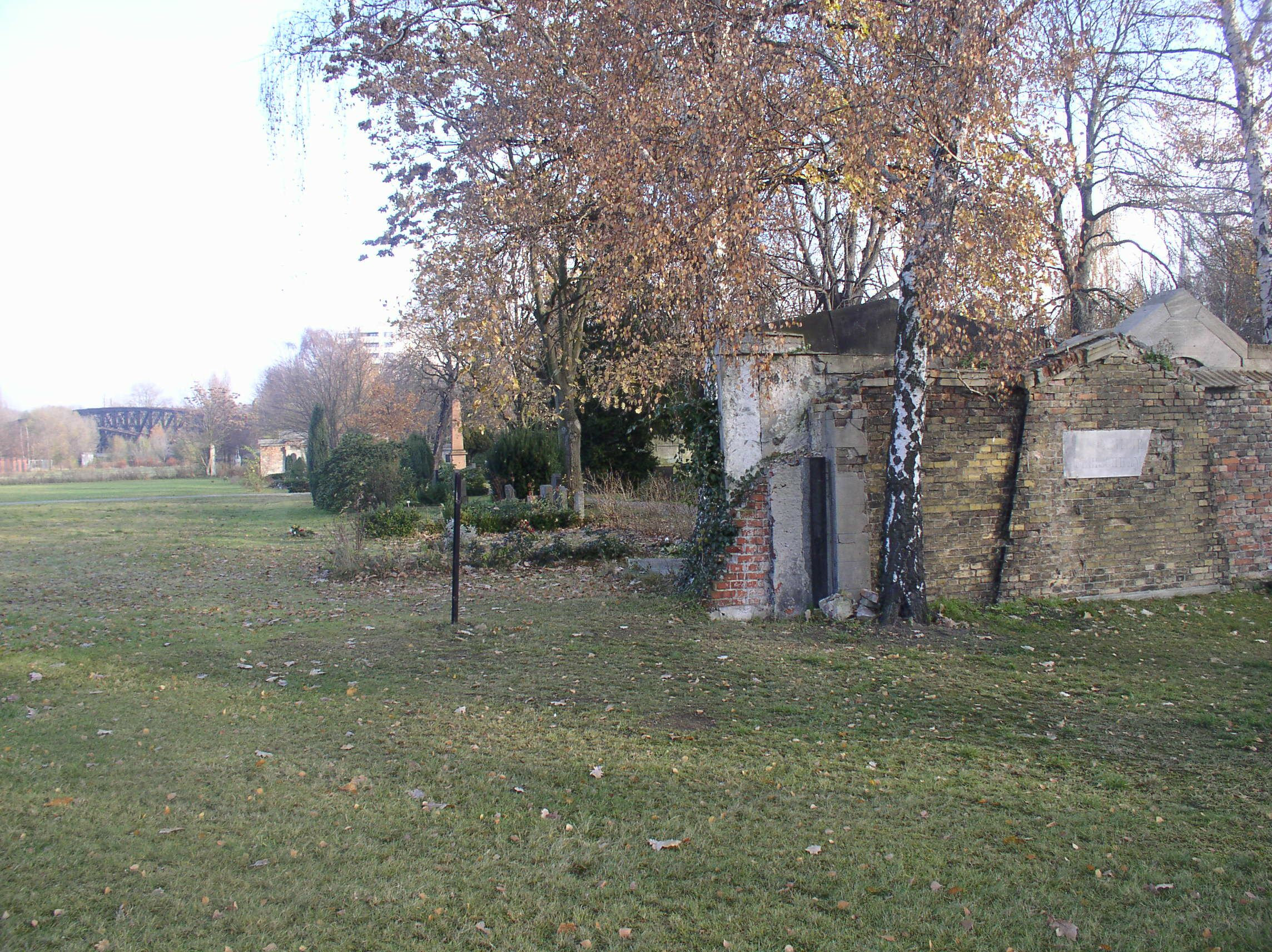
Vista sobre a antiga faixa do muro, a destruição pode ser vista em todos os três cemitérios

Os cemitérios da Liesenstraße foram construídos nas décadas de 1830 e 1840, numa época em que o local ficava na periferia norte de Berlim. O cemitério mais antigo, Domfriedhof I, foi estabelecido em 1830 para os protestantes da Catedral de Berlim. Em 1934 seguiu-se o antigo cemitério católico da Catedral de Santa Edwiges e um ano depois seguiu-se o cemitério da paróquia reformada da Französische Friedrichstadtkirche. Esses três cemitérios estão localizados um ao lado do outro no lado sul da Liesenstraße no distrito de Mitte. Em 1842 o Dorotheenstädtischer Friedhof foi construído no lado norte da rua.

### Domfriedhof I

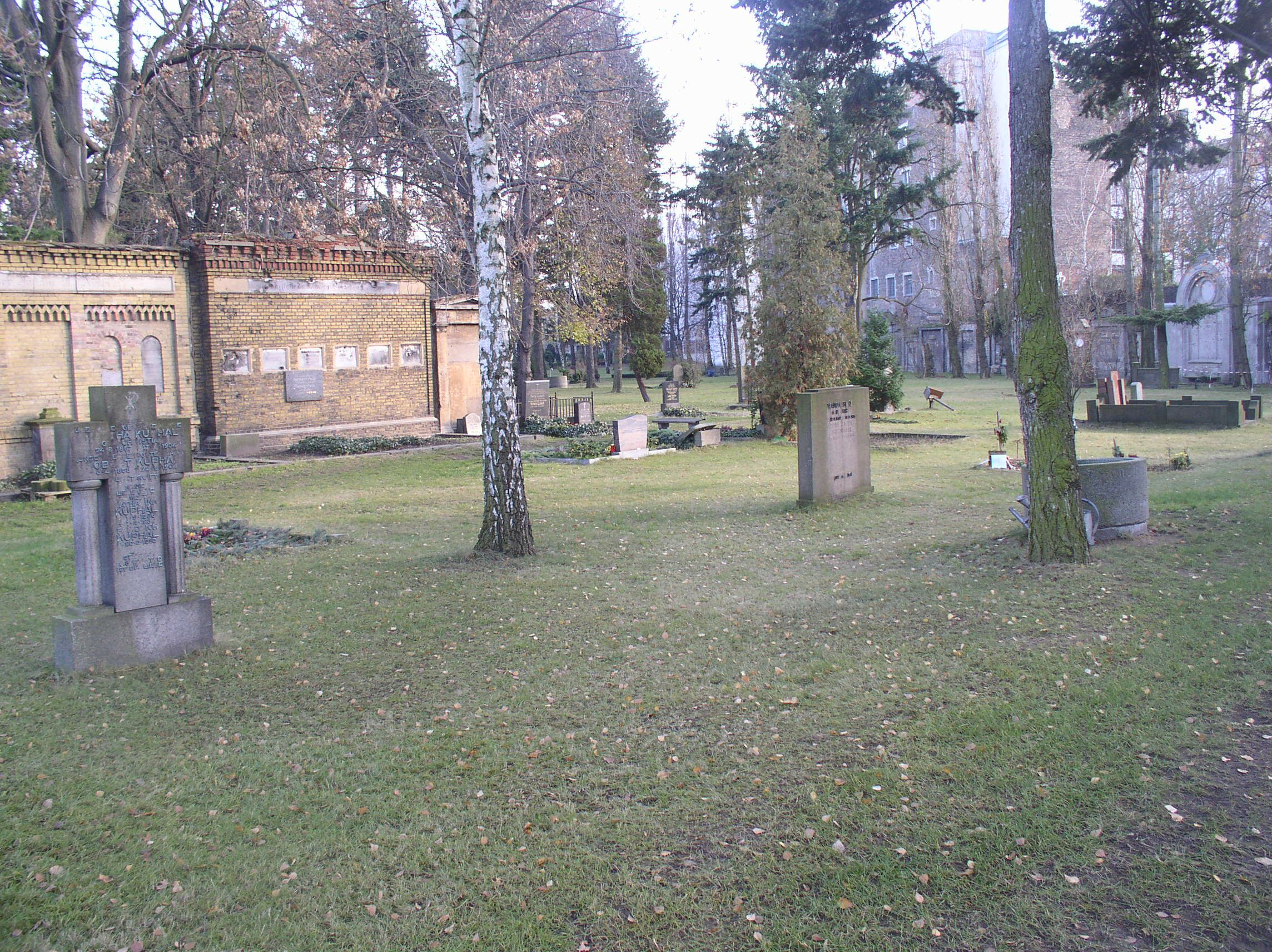
Vista do cemitério

A velha cruz da cúpula da catedral

O Domfriedhof I foi construído em 1830 em uma área de 10 000 m² na Liesenstraße. O objetivo era substituir o não mais existente cemitério na Elisabethstraße perto da Alexanderplatz, onde também ficava o antigo hospital da catedral. Tem pouco menos de um hectare, o que o torna o menor dos cemitérios da Liesenstraße, e a construção do muro o tornou ainda menor. Devido ao espaço limitado, a comunidade instalou o Domfriedhof II na Müllerstraße já em 1870.
Sepulturas históricas estão localizadas nos muros que delimitam o cemitério em três lados. A capela do cemitério em tijolo vermelho escuro em estilo neogótico foi renovada em meados da década de 1990 e está novamente disponível para os serviços funerários.
Na área de entrada uma cruz dourada reluzente com 15 metros de altura saúda os visitantes. É a velha cruz da cúpula que teve de ser removida da cúpula da Catedral de Berlim em dezembro de 2006 devido a danos por ferrugem.
Dentre as pessoas mais famosas sepultadas neste cemitério estão o pedreiro Johann Christoph Bendler (1789–1873) e o fundador de um sistema de taquigrafia Heinrich August Wilhelm Stolze (1798-1867). O mestre dos estábulos de Guilherme I da Alemanha, Rudolf Rieck (1831-1892), foi sepultado junto com sua esposa Valeska (1840-1892) ao norte da capela. O túmulo do organista da corte e catedral Bernhard Heinrich Irrgang (1869–1916) é marcado por uma estela com um retrato em relevo. O túmulo do pregador da catedral Wilhelm Hoffmann é marcada por uma alta cruz de mármore. O escritor Gunther Tietz foi sepultado no cemitério da catedral em 1993.
Os túmulos das seguintes pessoas estão entre aqueles de importância arquitetônica e histórica que não são mais localizáveis:
- Carl Domschke (1812–1881), pintor e professor
- Moritz Geiß (1805–1875), fundador da indústria de fundição de zinco de Berlim
- Rudolph von Hertzberg (1818–1893), diretor musical
- August Ferdinand Hopfgarten (1807–1896), pintor
- August Meineke (1790–1870), filólogo clássico
- August Neithardt (1793–1861), compositor e diretor musical
- Aemilius Ludwig Richter (1808–1864), professor

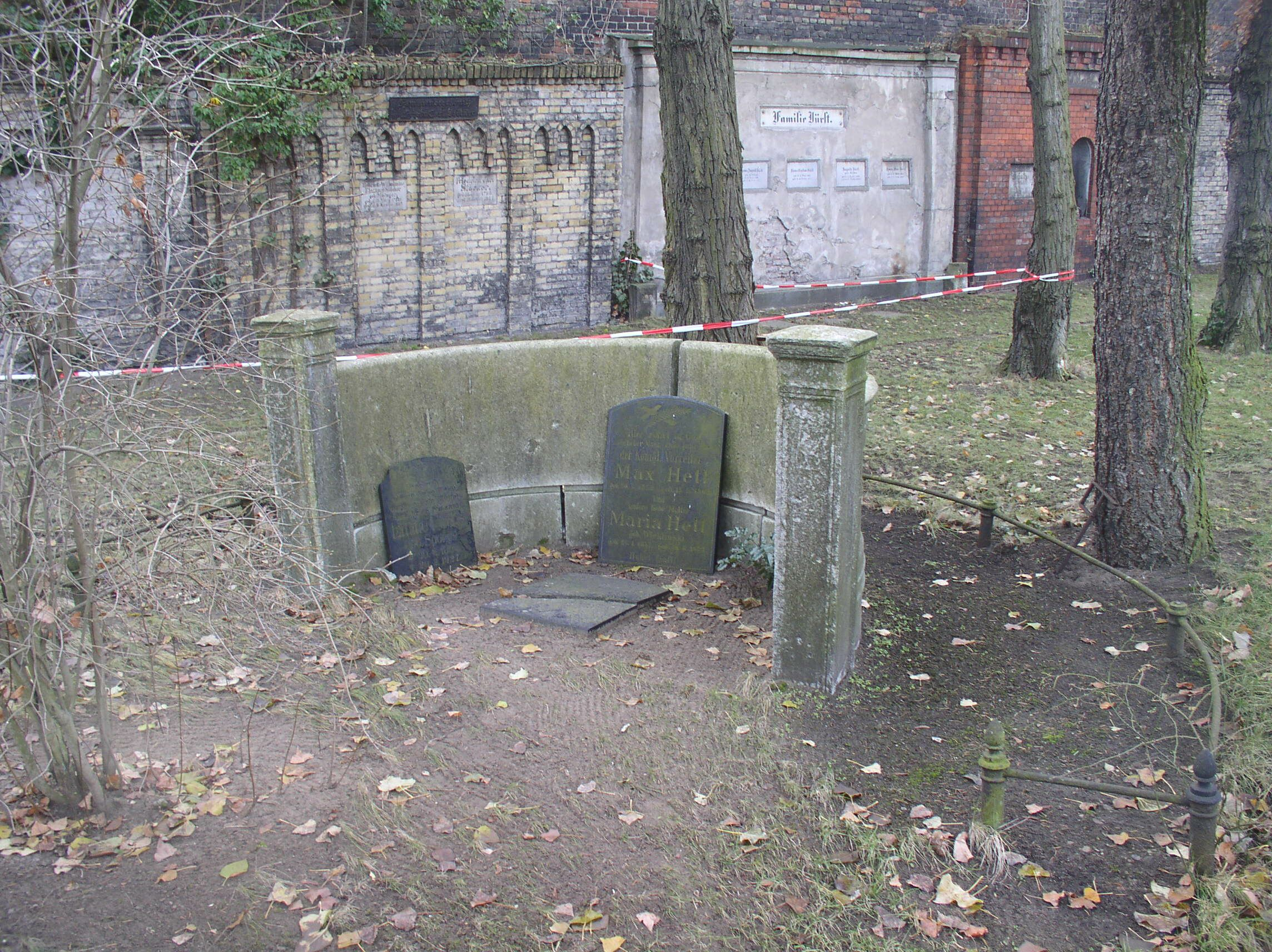
Sepultura da família Hett
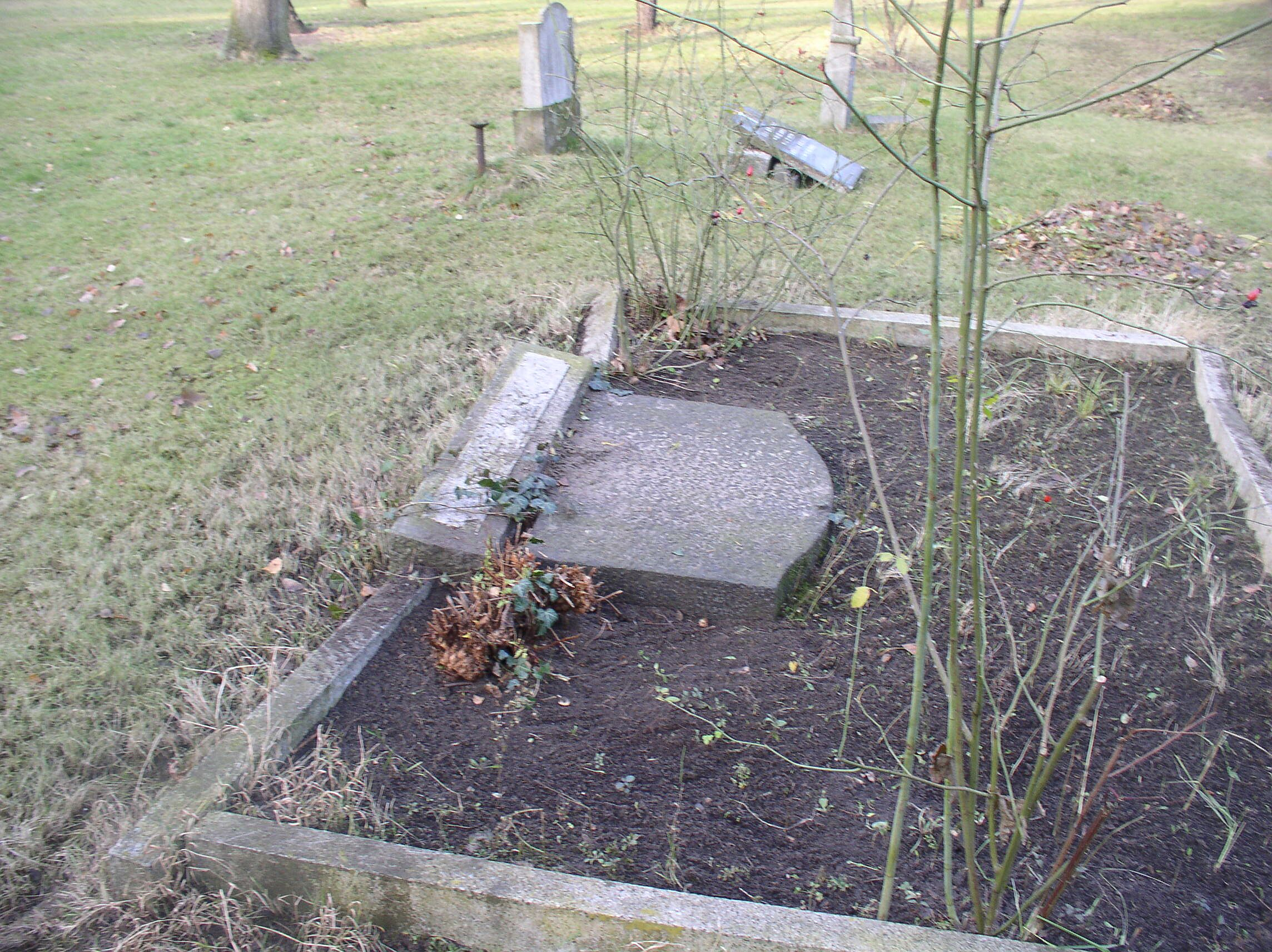
Tumbas danificadas
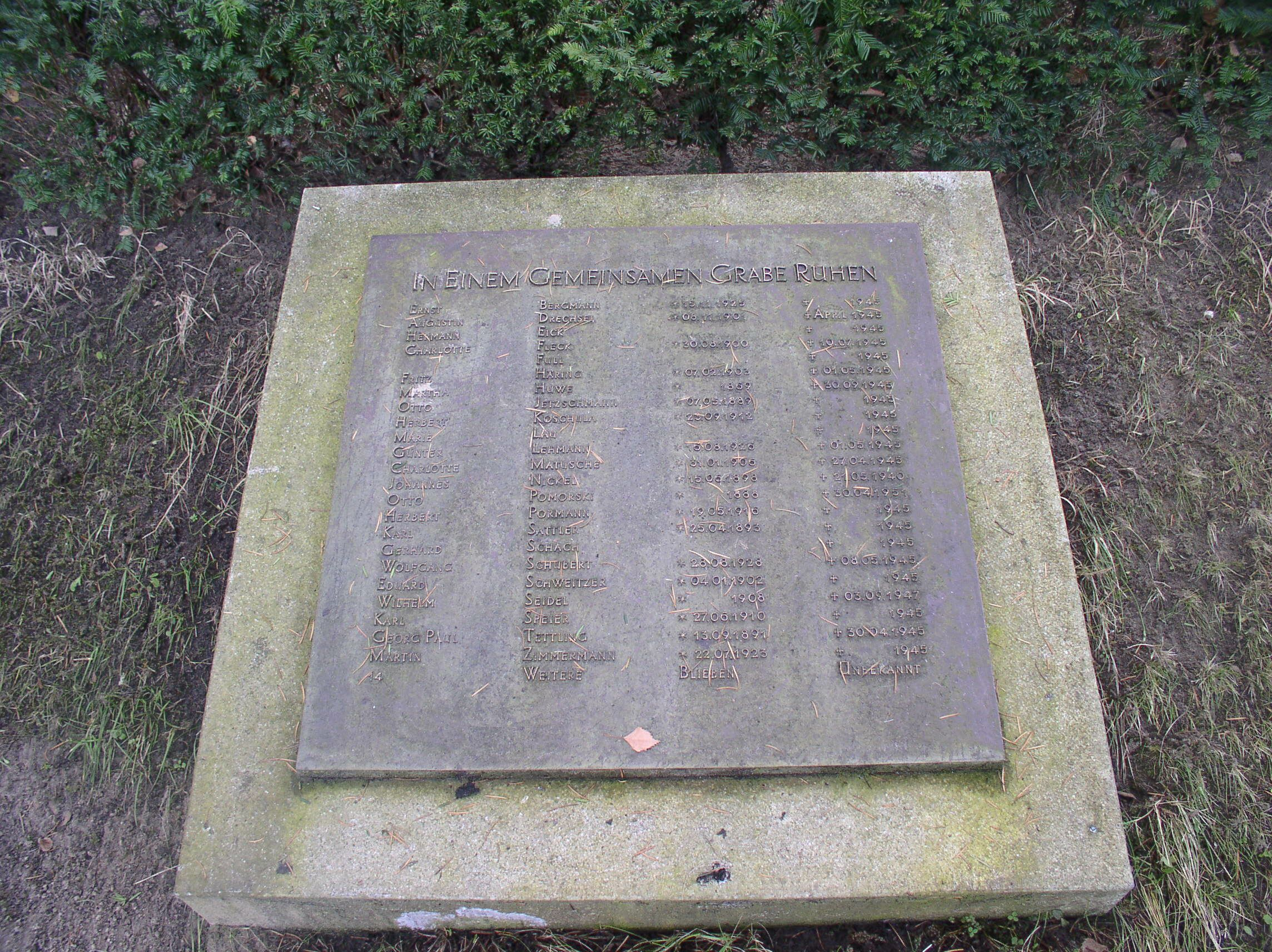
Sepultura coletiva
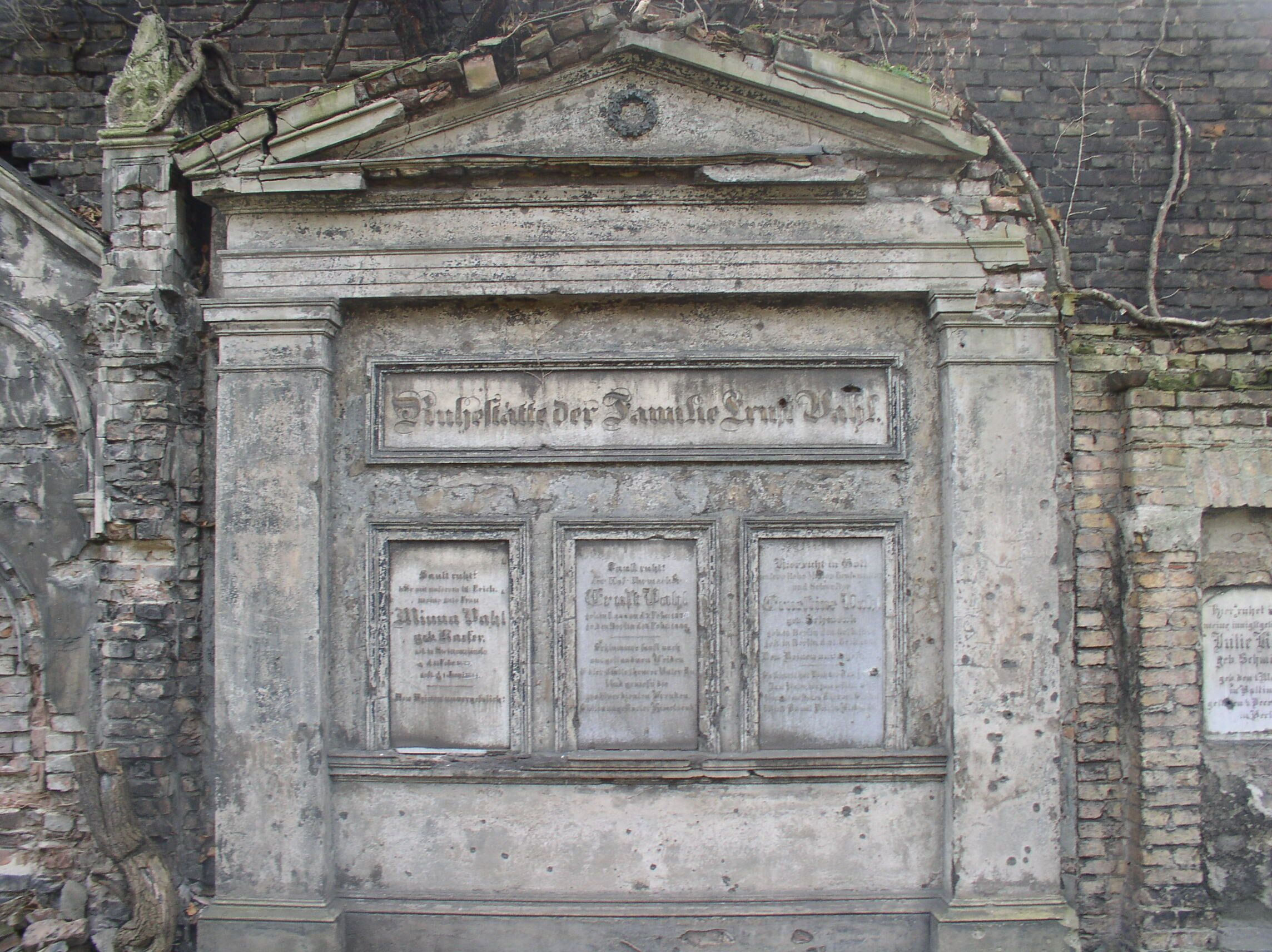
Sepultura da família Vahl

### Cemitério II da Congregação Reformada Francesa

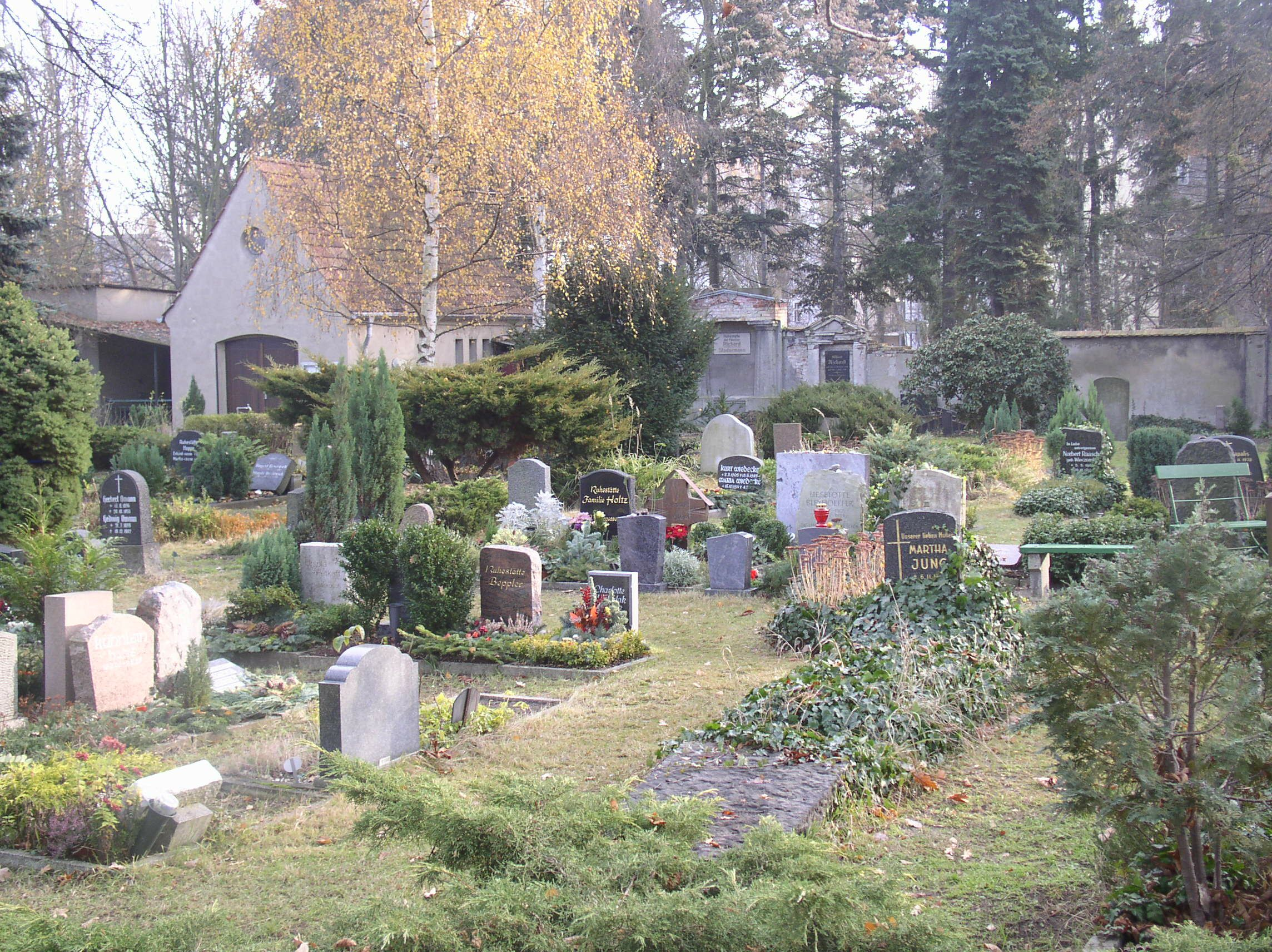
Cemitério II da Congregação Reformada Francesa

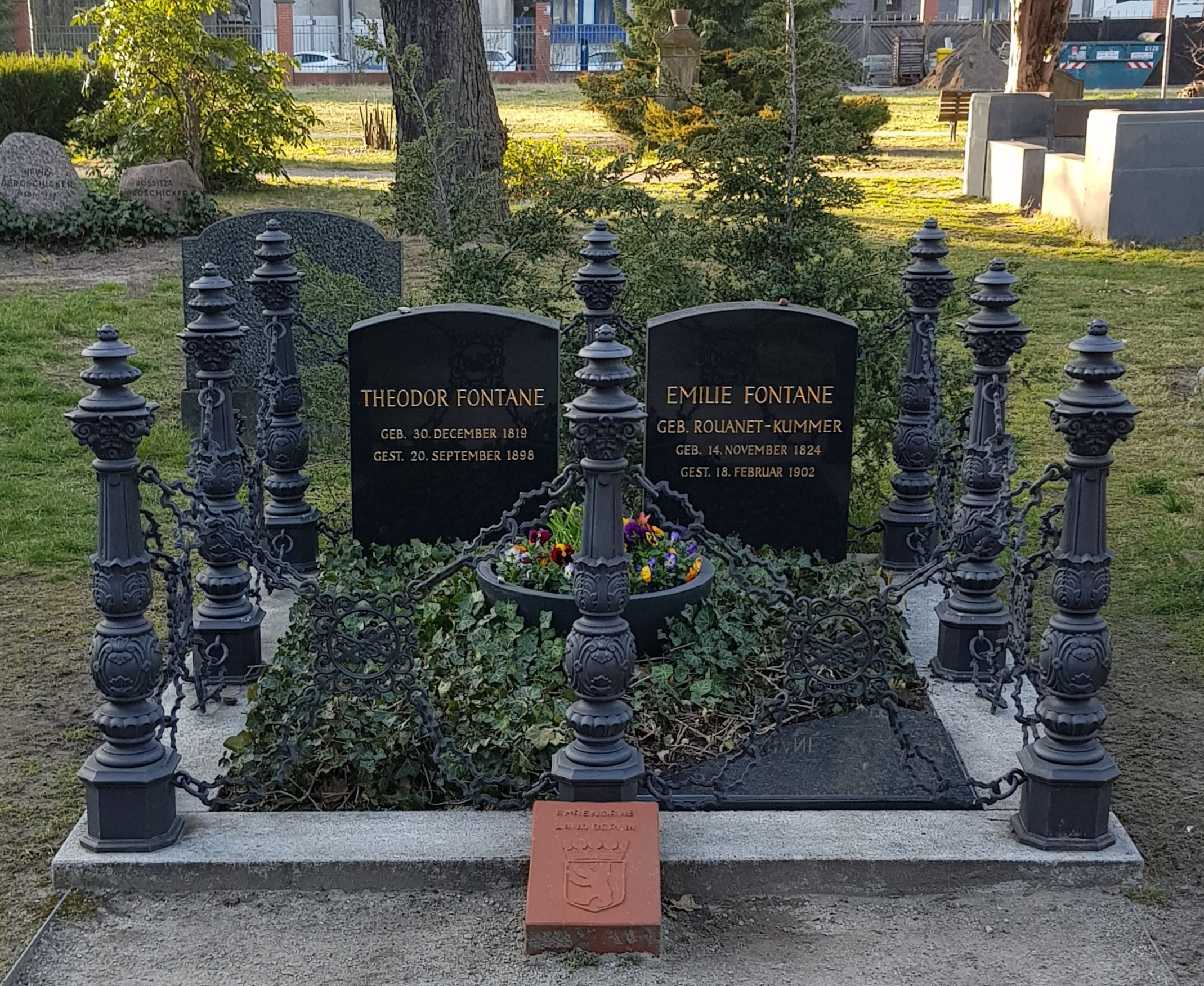
Sepultura de Theodor Fontane

Como acontece com os outros cemitérios da Liesenstraße, vários túmulos significativos do ponto de vista arquitetônico e histórico foram perdidos como resultado da construção das fortificações de fronteira e, em alguns casos, antes disso. Entre eles estavam os túmulos de
- Louis Angely (1787–1835), ator
- Gustav Castan (1836–1899), escultor e fundador do Castans Panopticum
- Paul Erman (1764–1851), físico
- Georg Adolf Erman (1806–1877), físico
- Franz August O'Etzel (1784–1850), soldado e geógrafo
- Eduard Muret (1833–1904), enciclopedista
- Theodor Reusche (1826–1881), ator

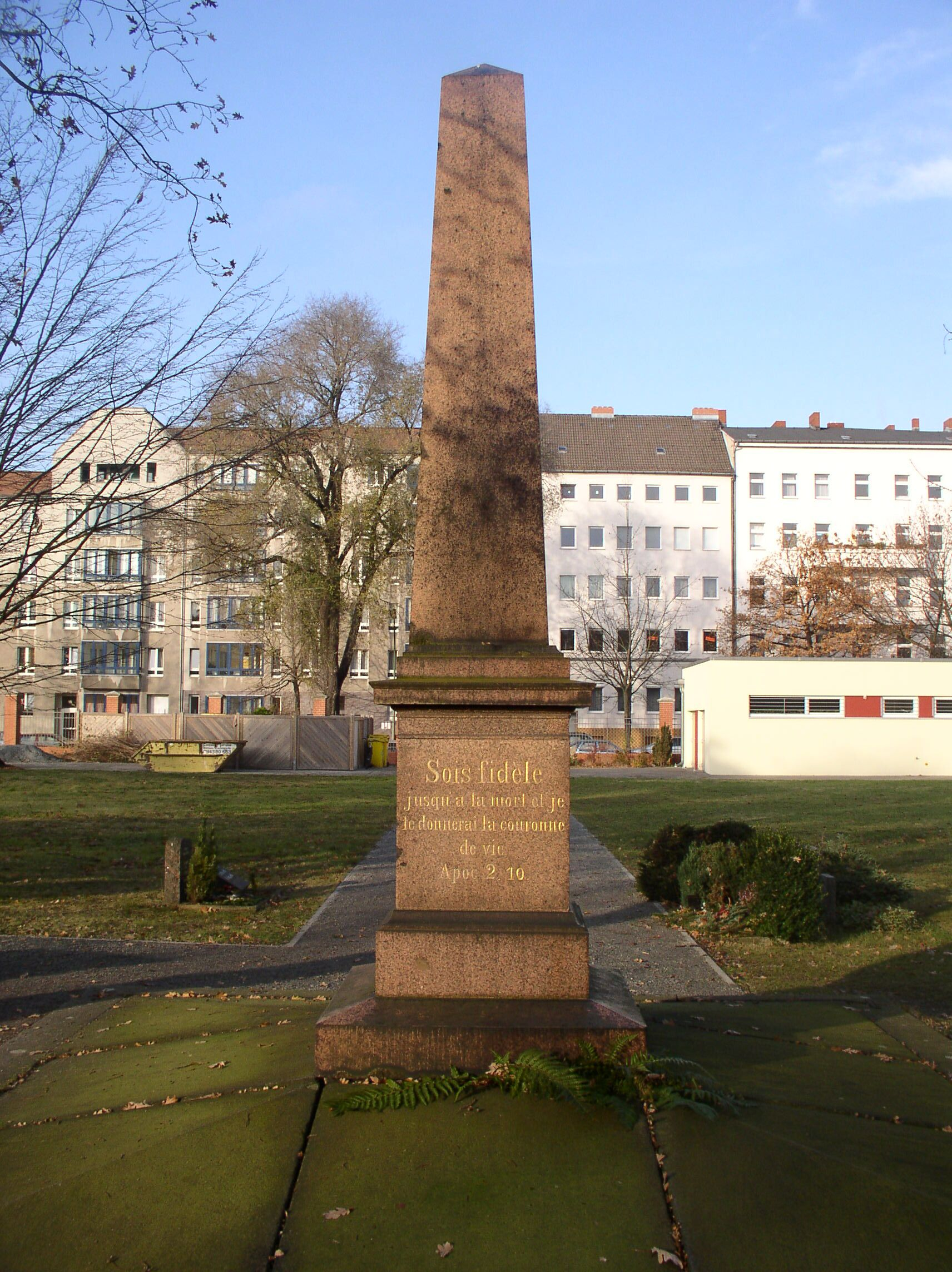
Monumento
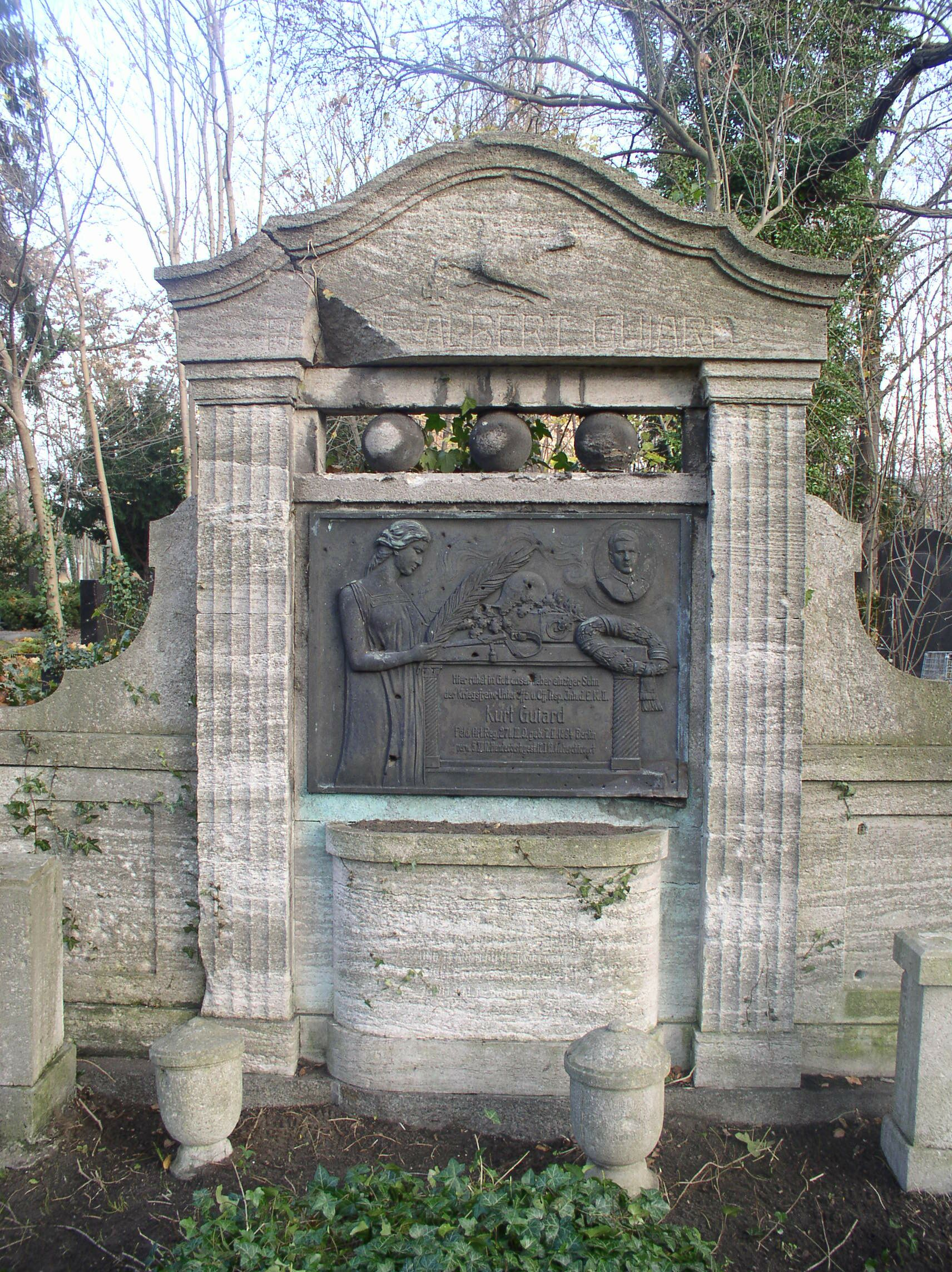
Sepultura da família Guiard
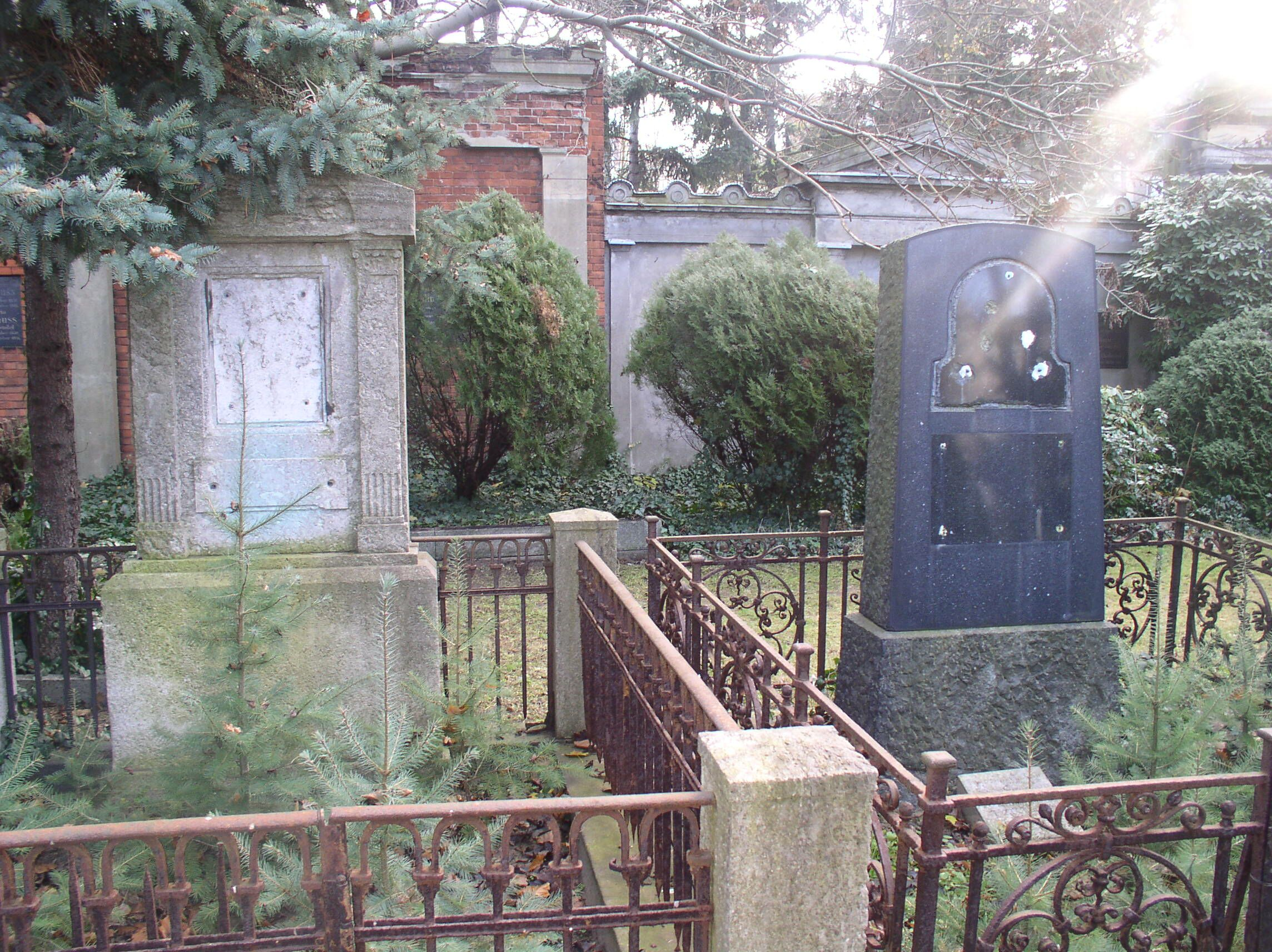
Tumbas danificadas
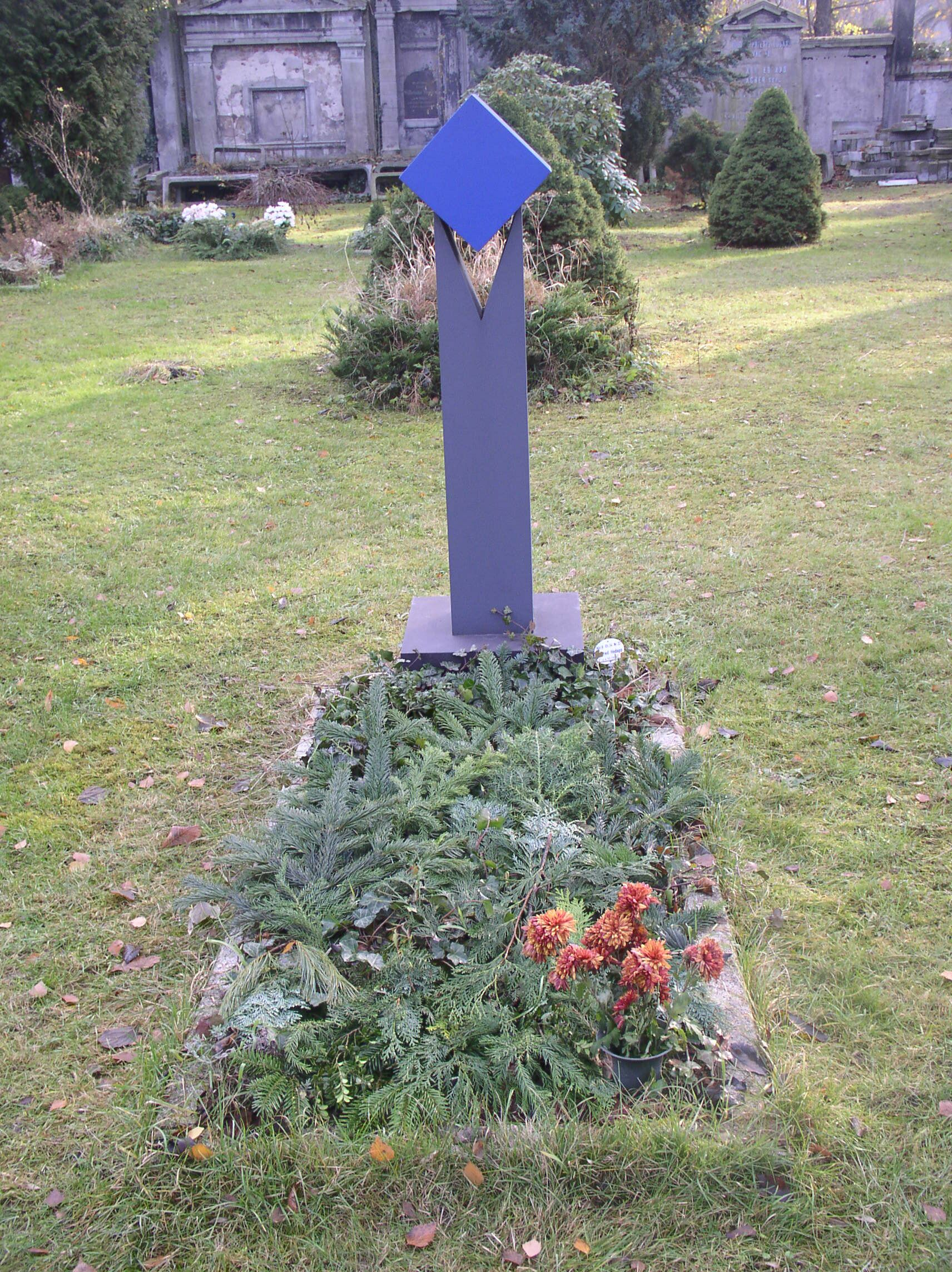
Sepultura moderna

### Antigo Cemitério da Catedral da Paróquia de St. Hedwigs

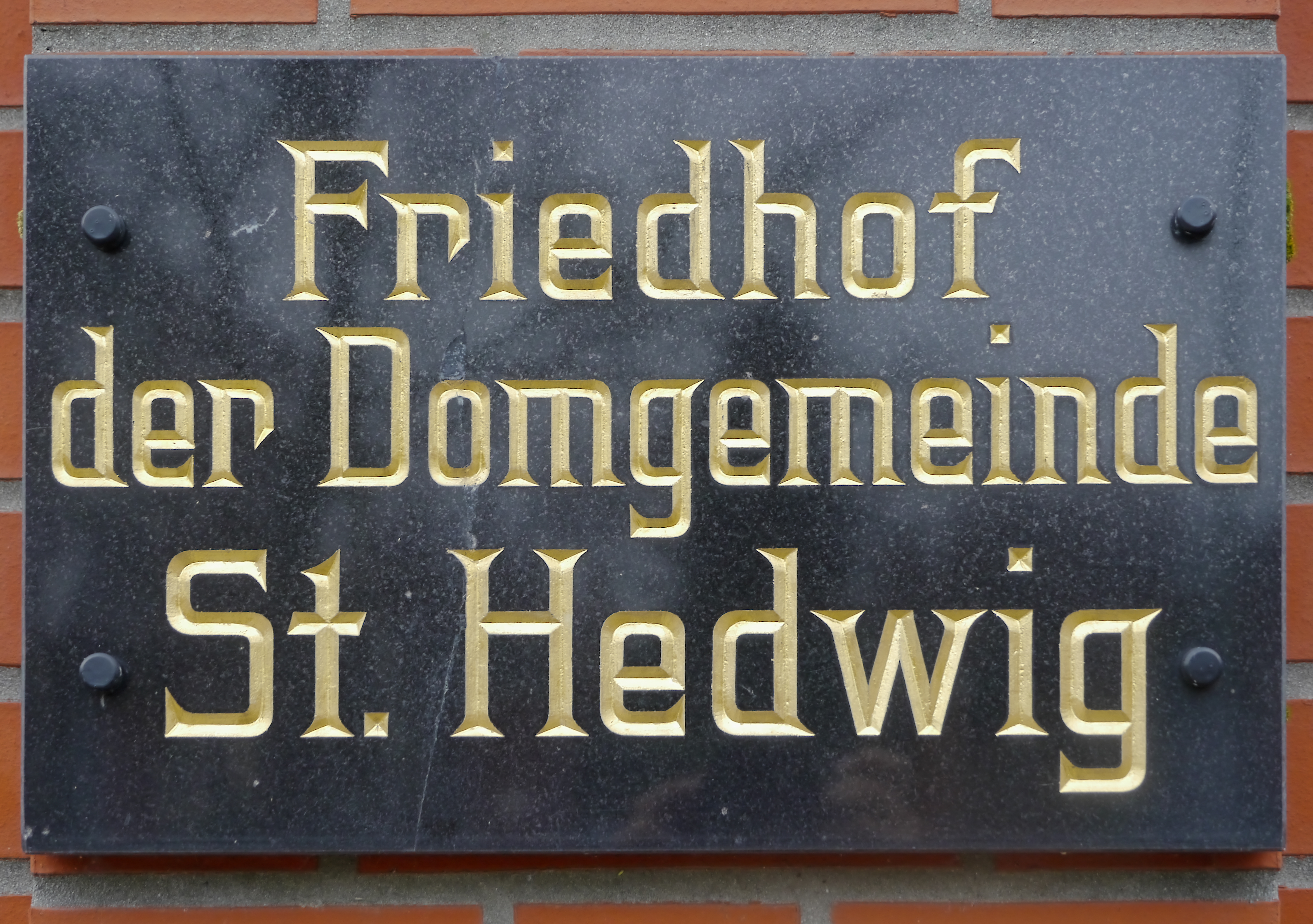
Placa na entrada do cemitério

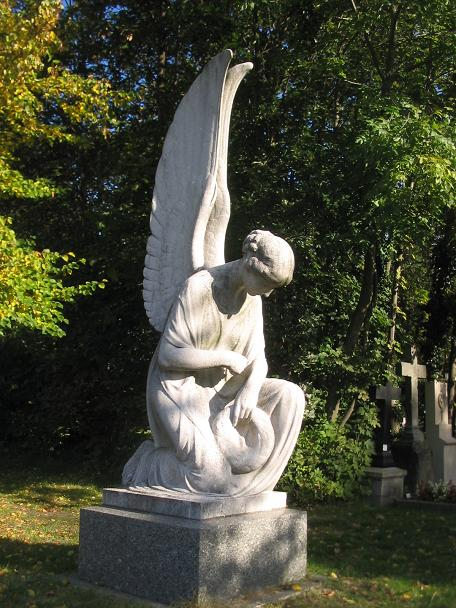
Anjo de mármore por Josef Limburg

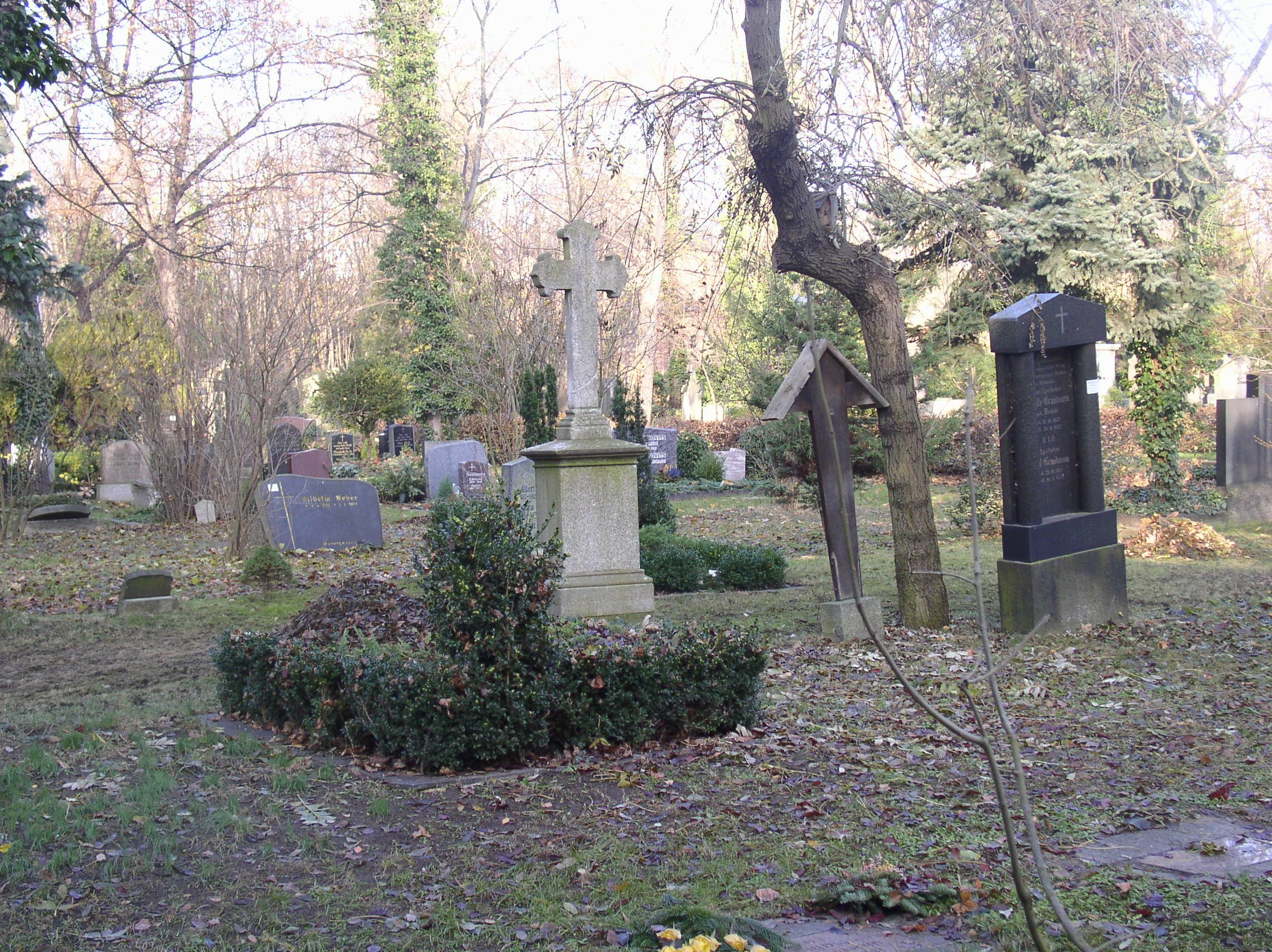
Vista geral do cemitério

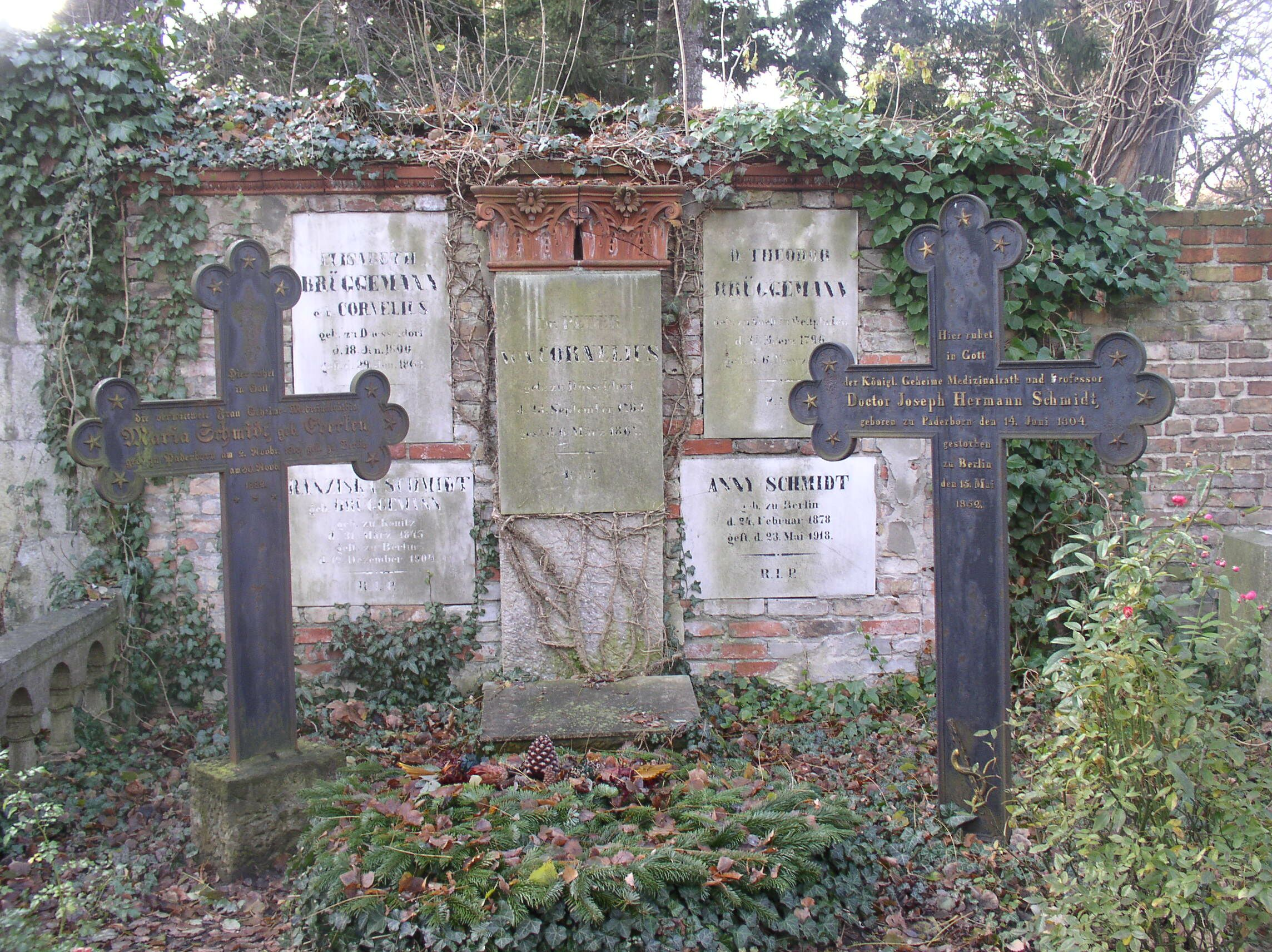
Sepultura de Peter von Cornelius

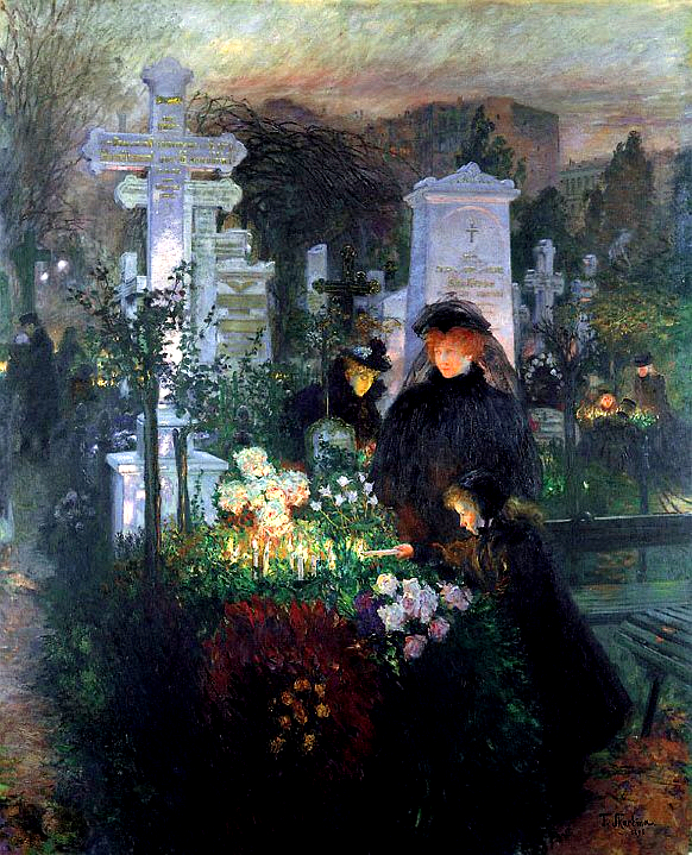
Franz Skarbina: Allerseelentag (Hedwigskirchhof), 1896

Vários berlinenses conhecidos foram sepultados neste cemitério, cujos túmulos não existem mais hoje. As seguintes tumbas foram parcialmente perdidas ou alteradas:
- Heinrich de Ahna (1832–1892), violinista
- Carl Joseph Begas (1794–1854), pintor
- Johann Ludwig Urban Blesson (1790–1861), oficial engenheiro e escritor militar
- Carl Breitbach (1833–1904), pintor
- Theodor Brüggemann (1796–1866), político
- Peter von Cornelius (1783–1867), pintor
- Jakob Karl Engel (1821–1888), compositor e músico
- Joseph Karl Engel, diretor da Krollschen Oper
- Franz von Forckenbeck (1796–1840), Vizepräsident des Berliner Oberlandesgerichts (Eisenkreuz verschwunden)
- Ernst Formes (1841–1898), cantor
- Johanna von Ghilany (1864–1888), cantora de ópera
- Alexander Gilli (1823–1880), escultor
- Ceccardo Gilli (1798–1862), escultor
- Eugen Gottlieb (1879–1940), compositor e maestro
- Franz Guthery (1850–1900), humorista
- Carl Heiligenstadt (1860–1920), diretor de banco, membro do Reichstag
- Hermann Hendrichs (1809–1871), ator
- Joseph Heß (1878–1932), político
- Franz Hoppé (1810–1849), ator, cantor de ópera
- Luise Horina (1848–1918), cantora de ópera da corte
- Ernst Eberhard von Ihne (1848–1917), arquiteto
- Johannes Janda (1827–1875), escultor (sepultura desaparecida)
- Bernhard Klein (1793–1832), compositor e maestro
- Wilhelmine von Lichtenau (1752–1820), Amante Real do rei Frederico Guilherme II da Prússia
- Bernhard Lichtenberg (1875–1943), teólogo
- Mathilde Mallinger (1847–1920), cantora
- Henriette (Maria) Mendelssohn (1775–1831), educadora, filha do filósofo Moisés Mendelssohn
- Johannes Peter Müller (1801–1858), biólogo, fisiologista
- Victor Naumann (1865–1927), escritor
- Arnold Nieberding (1838–1912), jurista, político
- Emil Nitsch (1879–1941), cantora de câmara
- Ignaz von Olfers (1793–1871), diretor geral dos museus de Berlim (sepultura desaparecida)
- Giuseppe Passalacqua (1797–1865), diretor do Museu Egípcio (Berlim)
- Julius Qualigo (1833–1899), pintor de teatro (sepultura desaparecida)
- Athanasius von Raczynski (1788–1874), colecionador de obras de arte
- Peter Reichensperger (1810–1892), político
- August Rincklake (1843–1915), arquiteto (sepultura desaparecida)
- Marianne Schadow (1758–1815), mulher do escultor Johann Gottfried Schadow
- Paul Scheffer-Boichorst (1843–1902), historiador
- Margarete Luise Schick (1773–1810), soprano
- Johann Heinrich Schmedding (1774–1846), Rechtswissenschaftler
- Karl Seydelmann (1793–1843), ator
- Franz Leopold Sonnenschein (1817–1879), químico
- Joseph Sucher (1843–1908), compositor, cantor de ópera (sepultura desaparecida)
- Benedikt Waldeck (1802–1870), político prussiano
- Karl Weierstrass (1815–1897), matemático
- Wilhelm Weskamm (1891–1956), bispo de Berlim
- Anton Eduard Wollheim da Fonseca (1810–1884), escritor, tradutor

Além dessas perdas, há uma série de outras sepulturas de pessoas historicamente mais ou menos significativas no local, que hoje tem apenas 1,4 hectares, incluindo:

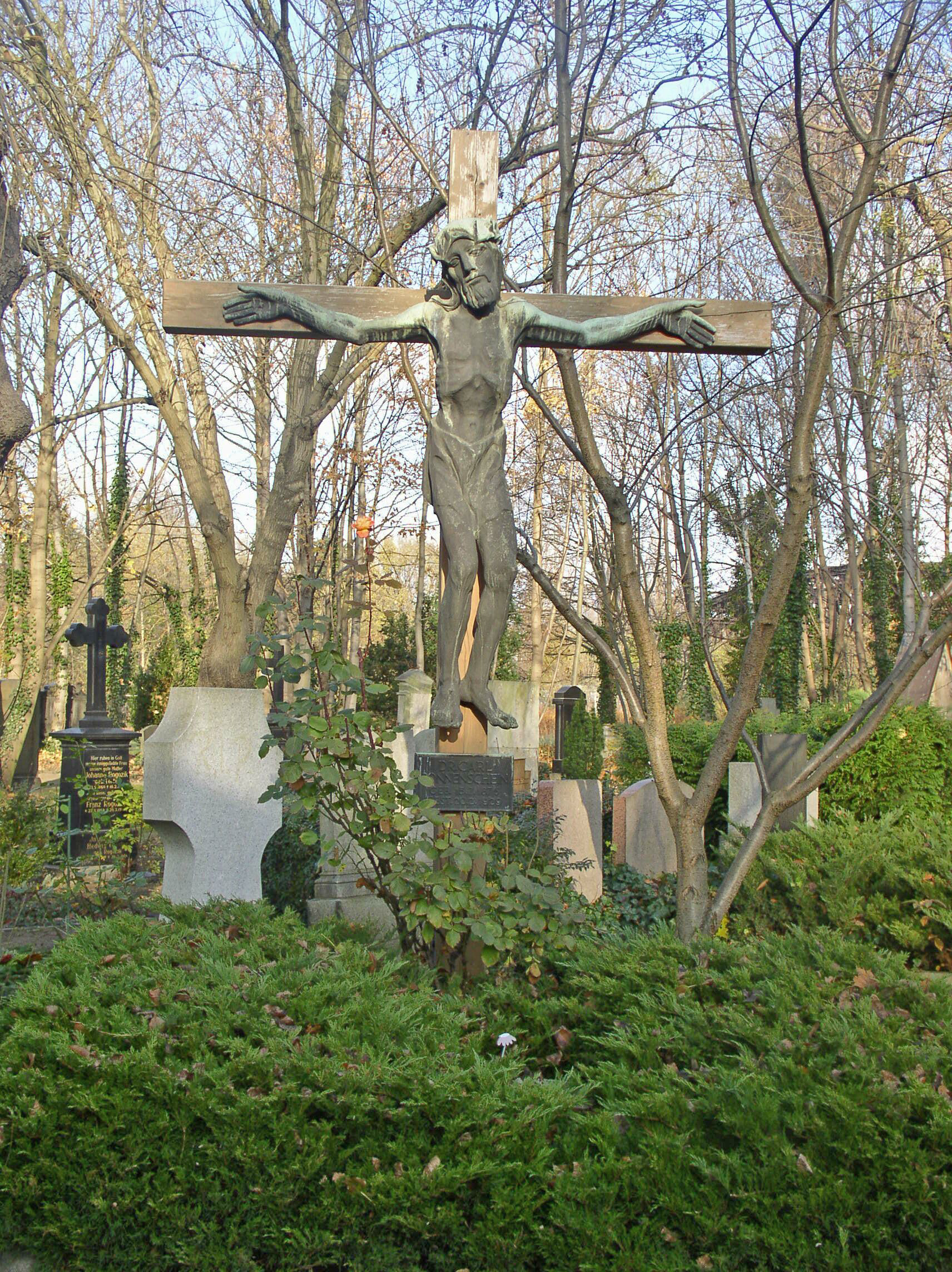
Grabmal für Carl Sonnenschein, Christus von Hans Perathoner, 1935

- Lorenz Adlon (1849–1921), hotelier (Hotel Adlon)
- Louis Adlon, hotelier, filho de Lorenz Adlon
- Eleonore de Ahna (1838–1865), cantora de ópera
- Maximiliane von Arnim (1818–1894), salonnière
- Mathias Bauer (1843–1906), proprietário do Café Bauer
- Bruno Binnebesel (1902–1944), teólogo, vítima dos nazistas
- Jules Brunfaut (1873–1928), cozinheiro
- Ernst Brzoza (1898–1950), religioso
- Franz Bumm (1861–1942), jurista
- James Cloppenburg (1877–1926), co-fundador da indústria têxtil Peek & Cloppenburg
- Herrmann Cohen, compositor e pianista
- Peter Dussmann (1938–2013), empresário
- Hermann Dyckhoff (1853–1916), empresário da indústria textil
- Franz Anton Egells (1788–1854), engenheiro e empresário
- Carl Flohr (1850–1927), engenheiro e industrial
- Enrique Gil y Carrasco (1815–1846), poeta
- Eugen Gottlieb (1879–1940), compositor e maestro
- Joseph Jahnel (1834–1897), Fürstbischöflicher Delegat (1889–1897) e Ehrendomherr zu Breslau
- Theodor Jansen (1829–1885), Justizrat (Medaillon von Rudolf Schweinitz)
- Josef Limburg (1874–1955), escultor
- Daniel Liszt (1839–1859), filho do compositor Franz Liszt
- Anna Pauline Milder-Hauptmann (1785–1838), cantora
- Karl Neuber (1841–1905), Fürstbischöflicher Delegat, Propst der St.-Hedwigs-Kirche
- Alphonse von Oriola (1812–1863), diplomata
- Johann Georg Patzenhofer (1815–1873), fundador da Patzenhofer-Brauerei
- Rudolf von Renvers (1854–1909), médico
- Therese Renz (1859–1938), Kunstreiterin
- Josef Rotter (1857–1924), cirurgião
- Carl Schilling (1876–1939), pedreiro
- Matthias Carl Schilling (1851–1909), Königlicher Hofsteinmetzmeister, Vater von Carl Schilling
- Joseph Hermann Schmidt (1804–1852), diretor da Gebärabteilung der Charité
- Georg Soenderop (1854–1909), empresário da indústria ferroviária
- Carl Sonnenschein (1876–1929), teólogo (a cruz de madeira com um crucifixo de bronze é uma das mais significativas sepulturas do cemitério)
- Ernst Thrasolt (1878–1945), poeta e religioso
- Willibald Velten (1849–1937), pastor

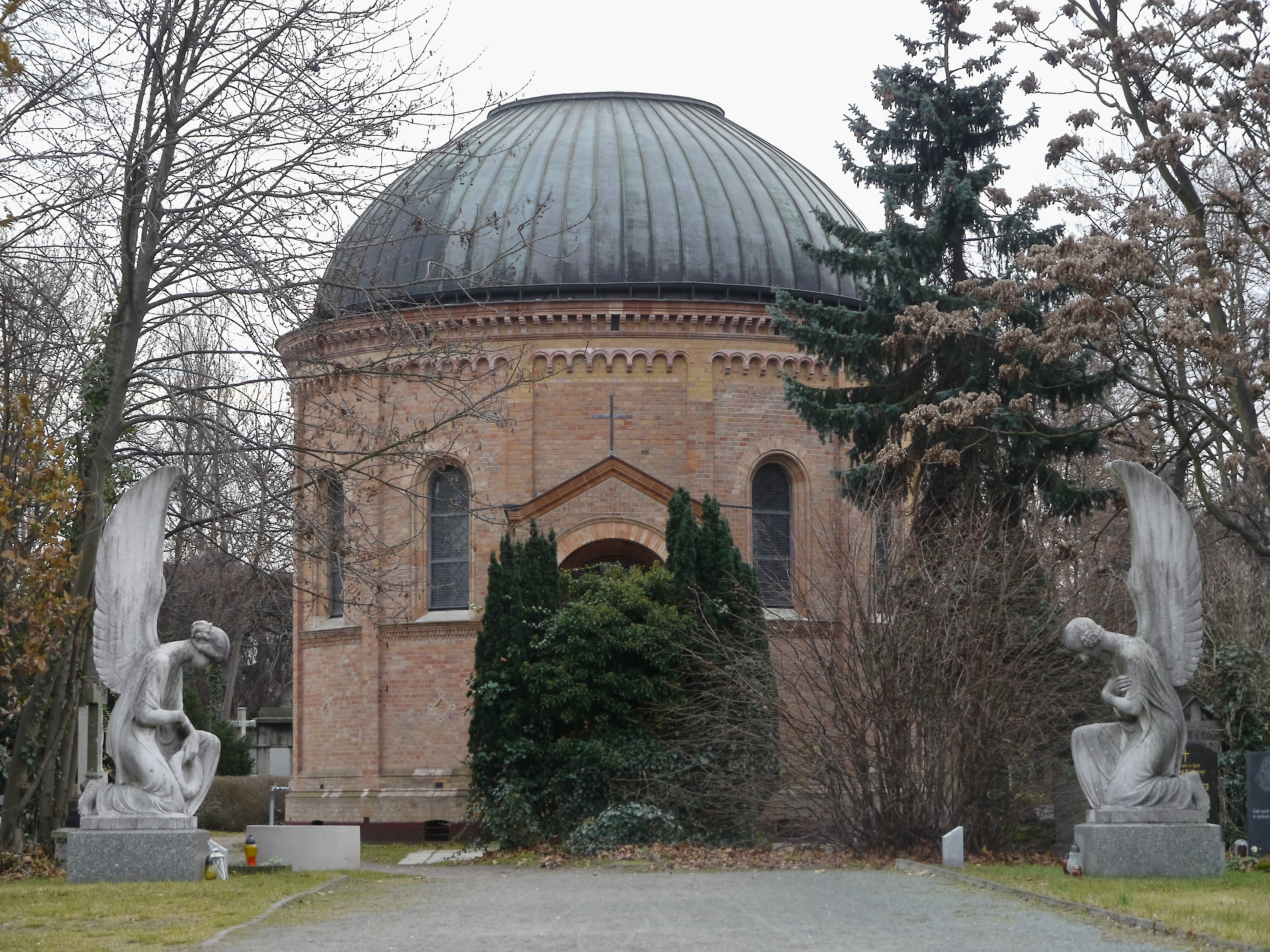
Anjos na entrada do cemitério
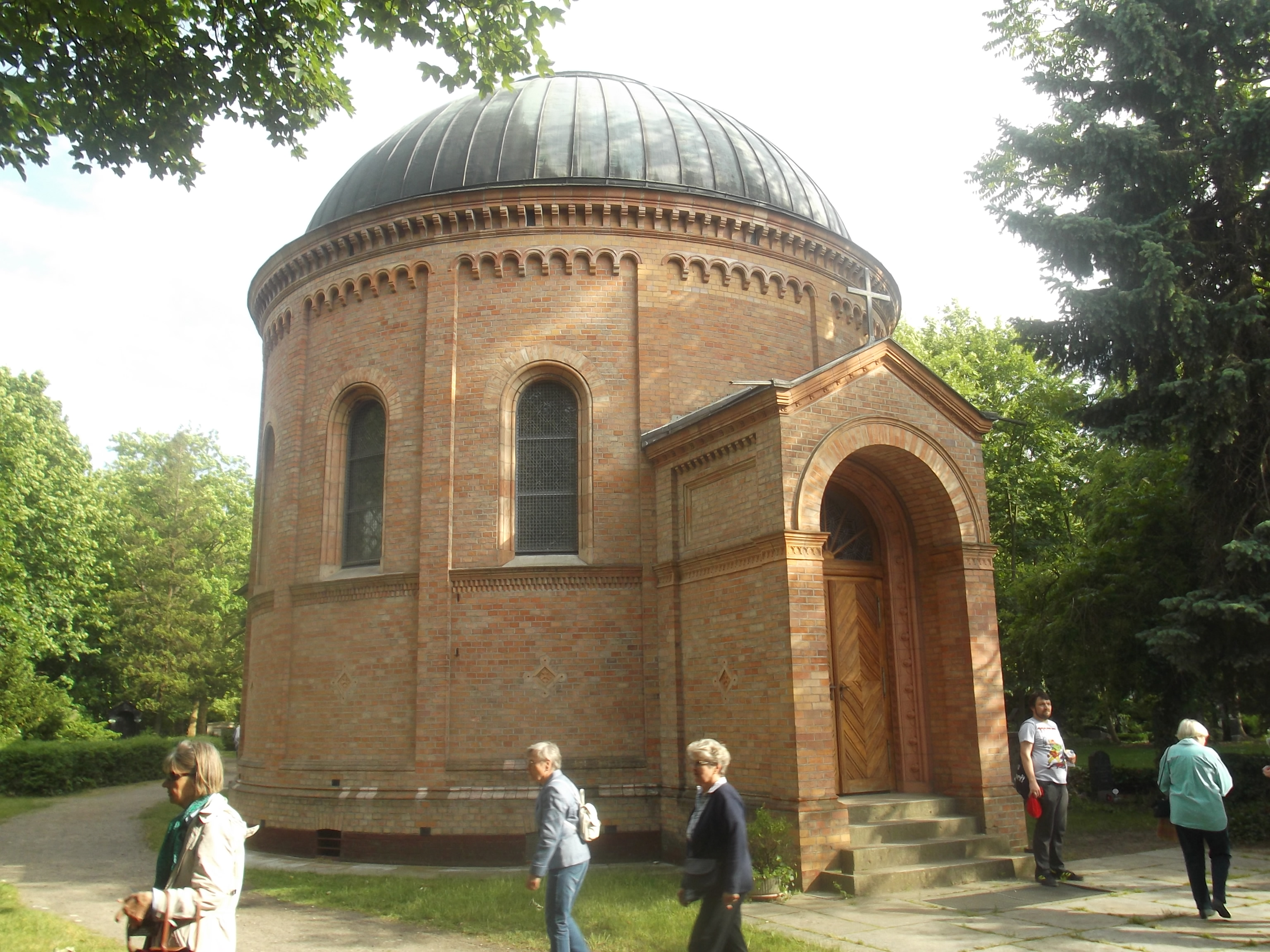
Entrada da St. Annenkapelle
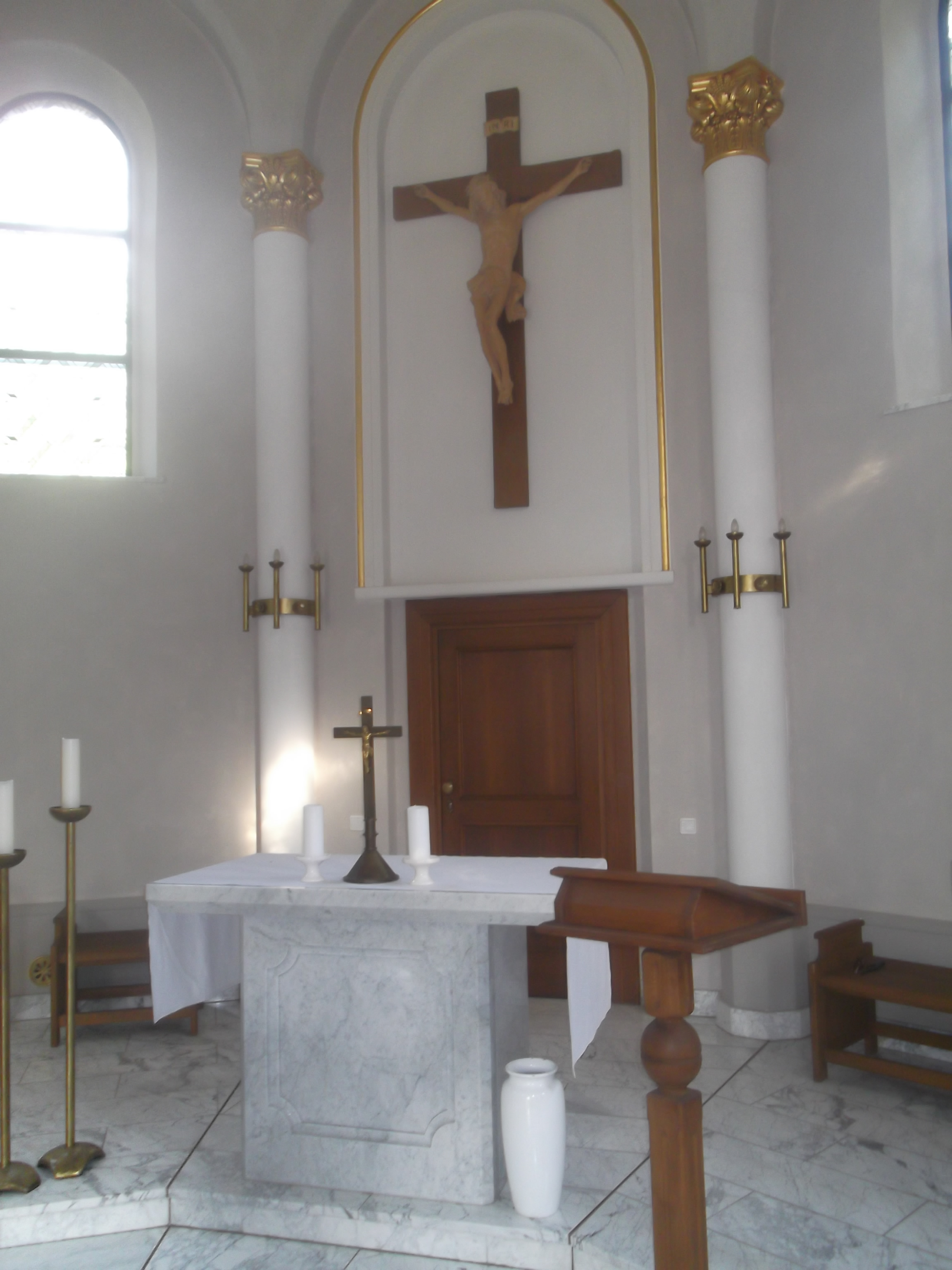
Vista interna da St. Annenkapelle
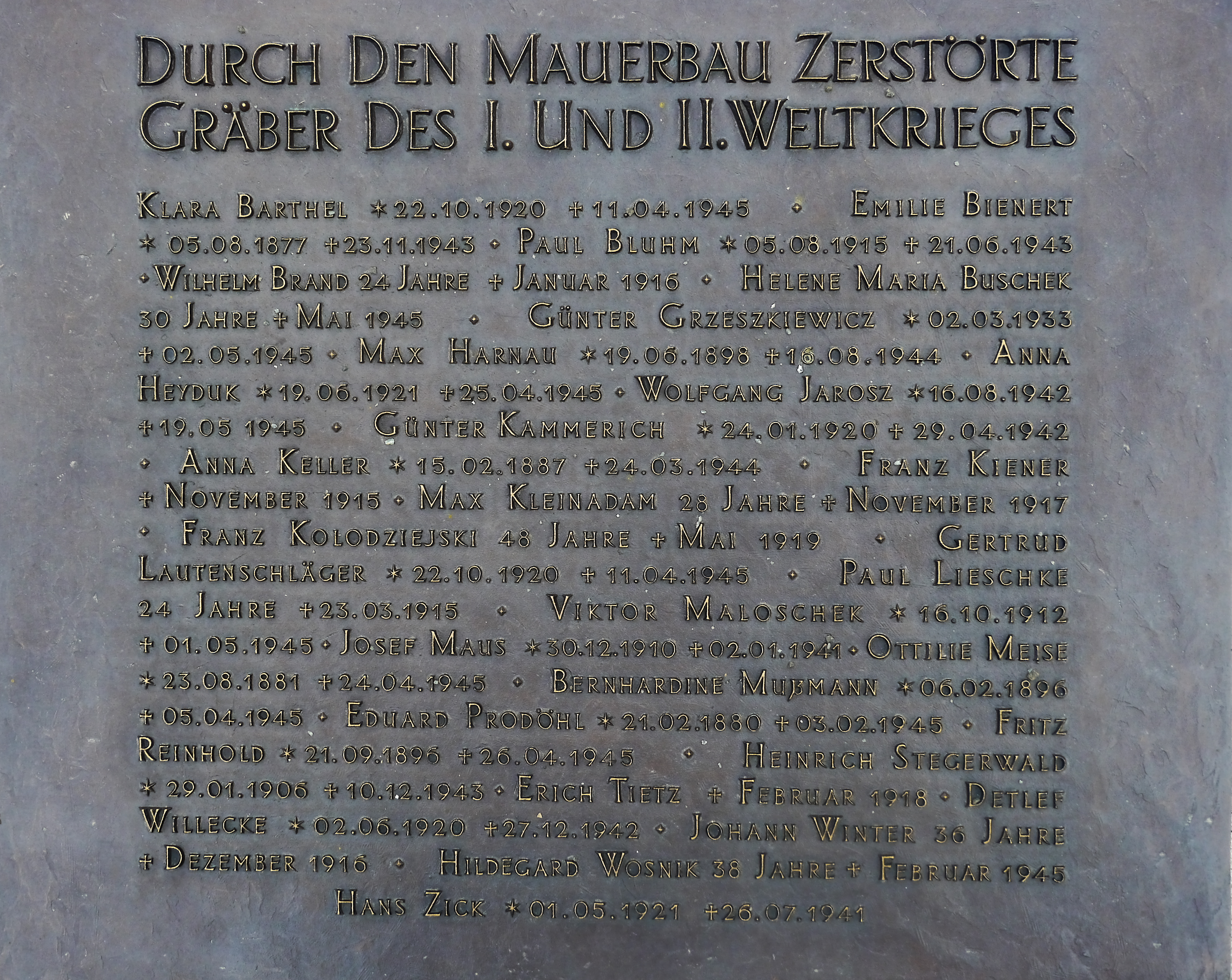
Gedenktafel für die zerstörten Gräber
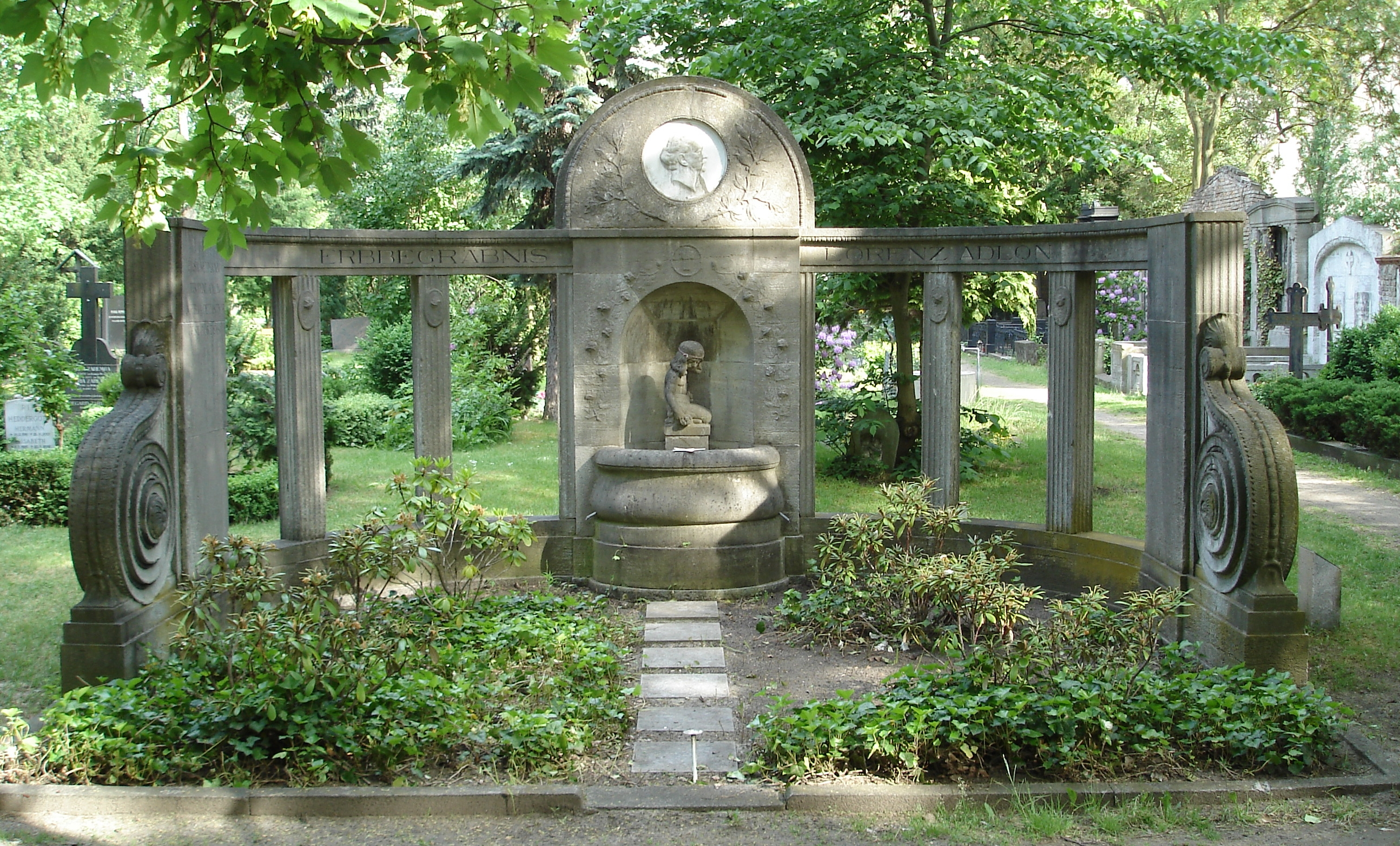
Grabstätte Lorenz Adlon
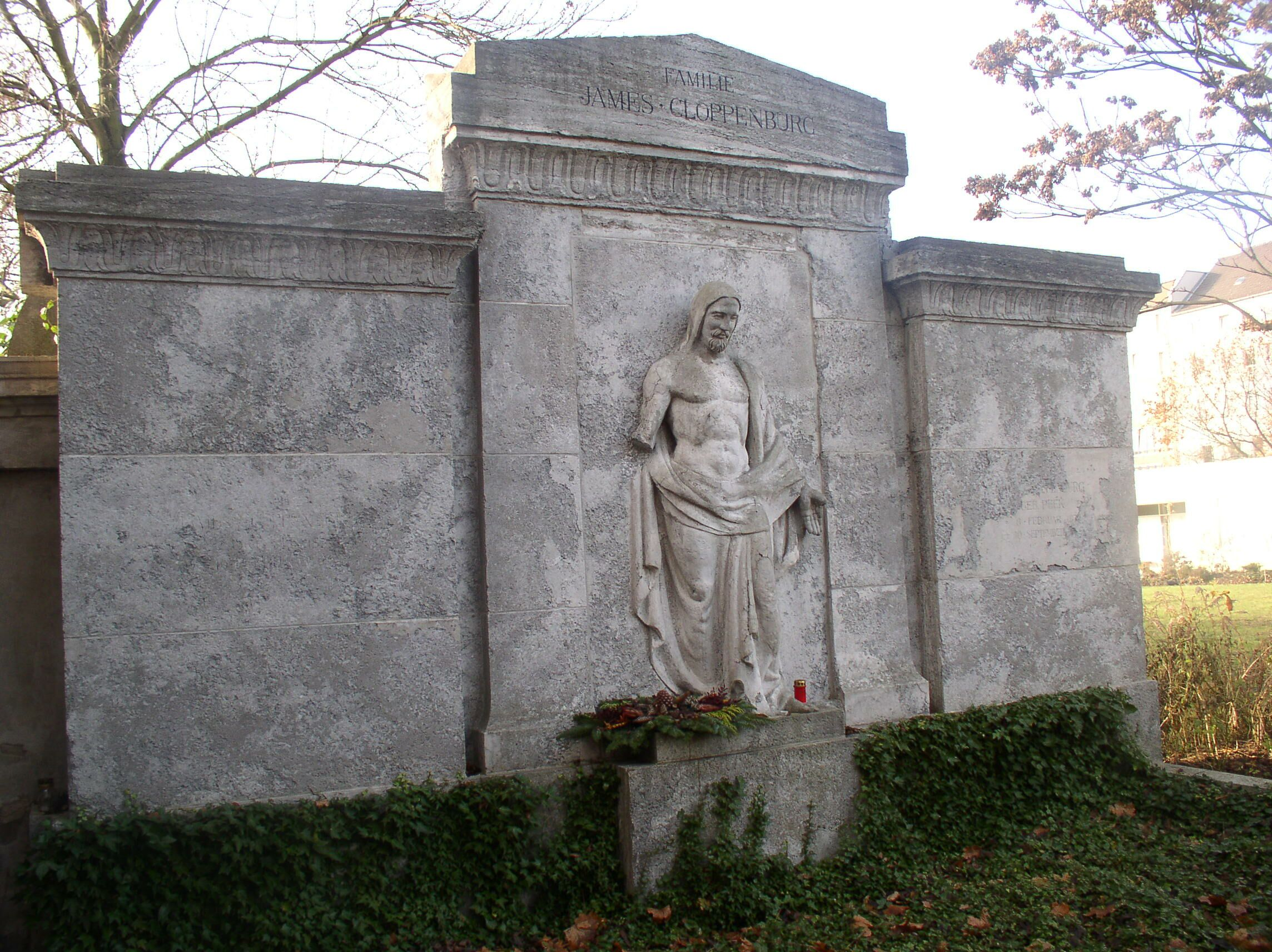
Grabstätte James Cloppenburg

### Dorotheenstädtischer Friedhof II

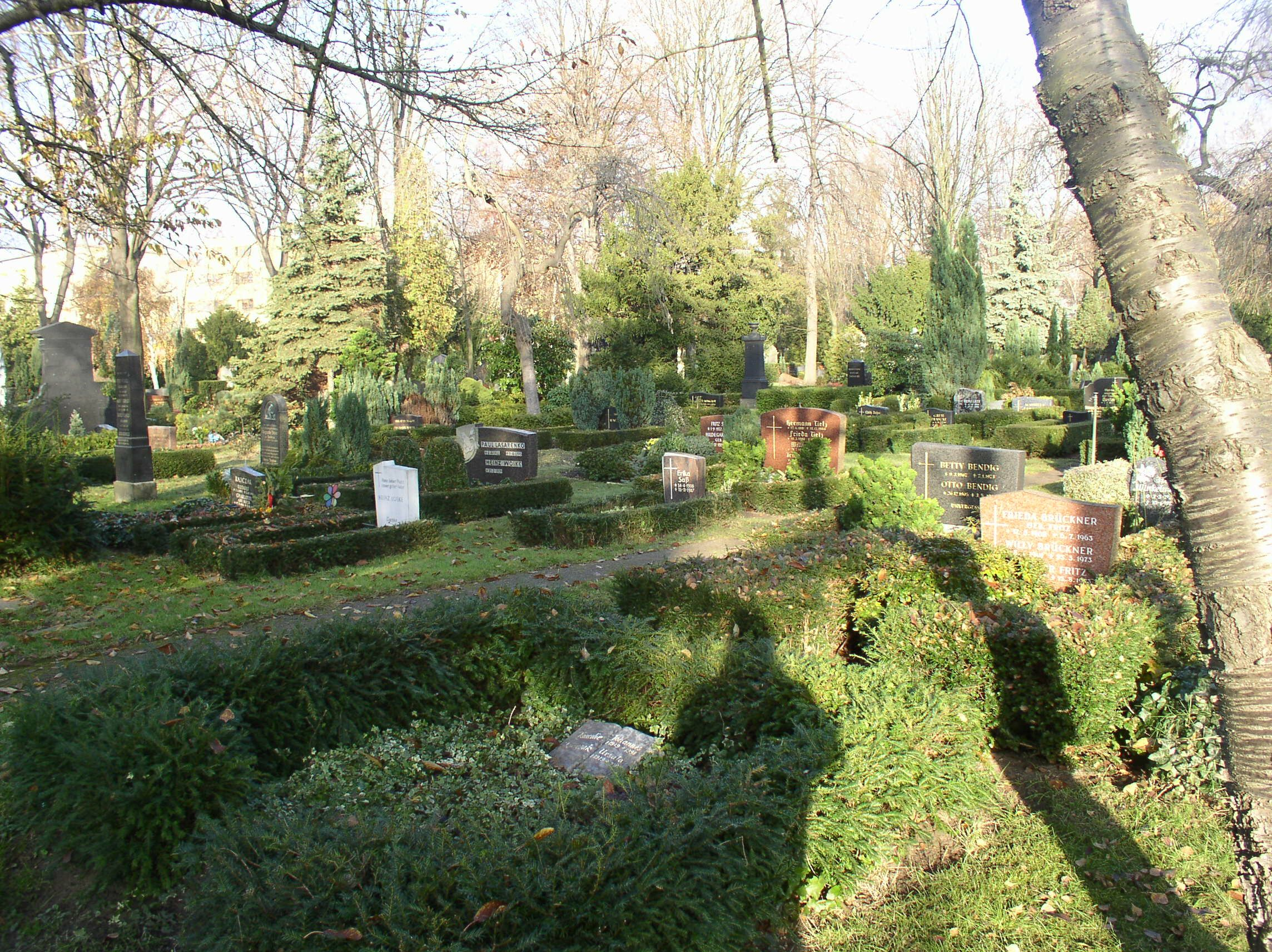
Vista geral do cemitério

Dentre as sepulturas principais consta o mausoléu do diretor de circo Paul Vincenz Busch (1850 a 1927) e sua mulher Barbara Sidonie Busch (1849 a 1898), construído em 1898 por Herrmann Paulick e Felix Voss. O túmulo do empresário Rudolph Hertzog também é tombado como patrimônio histórico. Existem também túmulos de honra (Ehrengrab) para August Kundt (1839–1894), Carl Otto Nicolai (1810–1849), Julius Carl Raschdorff (1823–1914), Ernst Renz, Albert Schumann (1858–1939) e Eduard Fürstenberg (1827–1885).

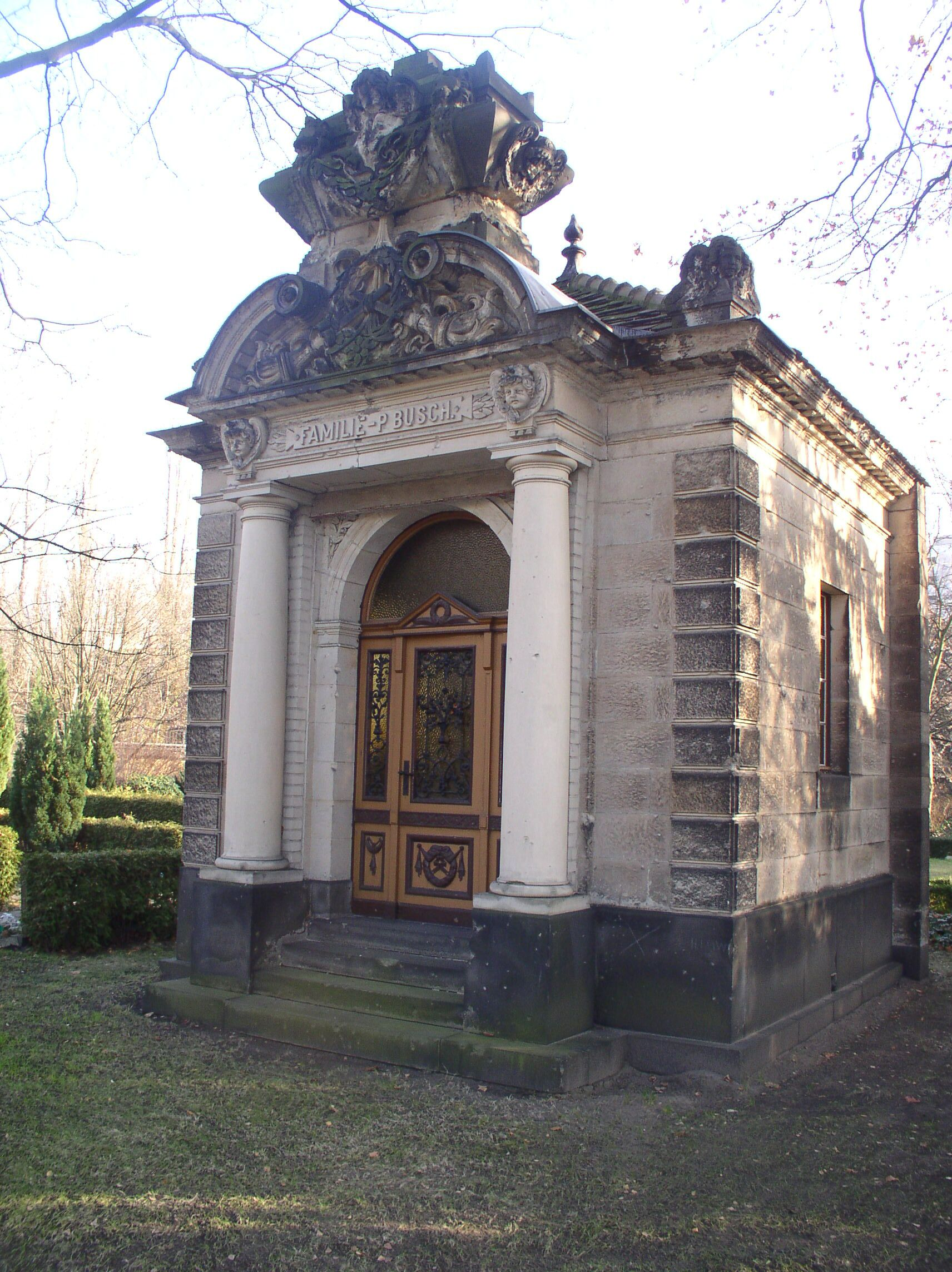
Mausoléu da família de Paul Busch
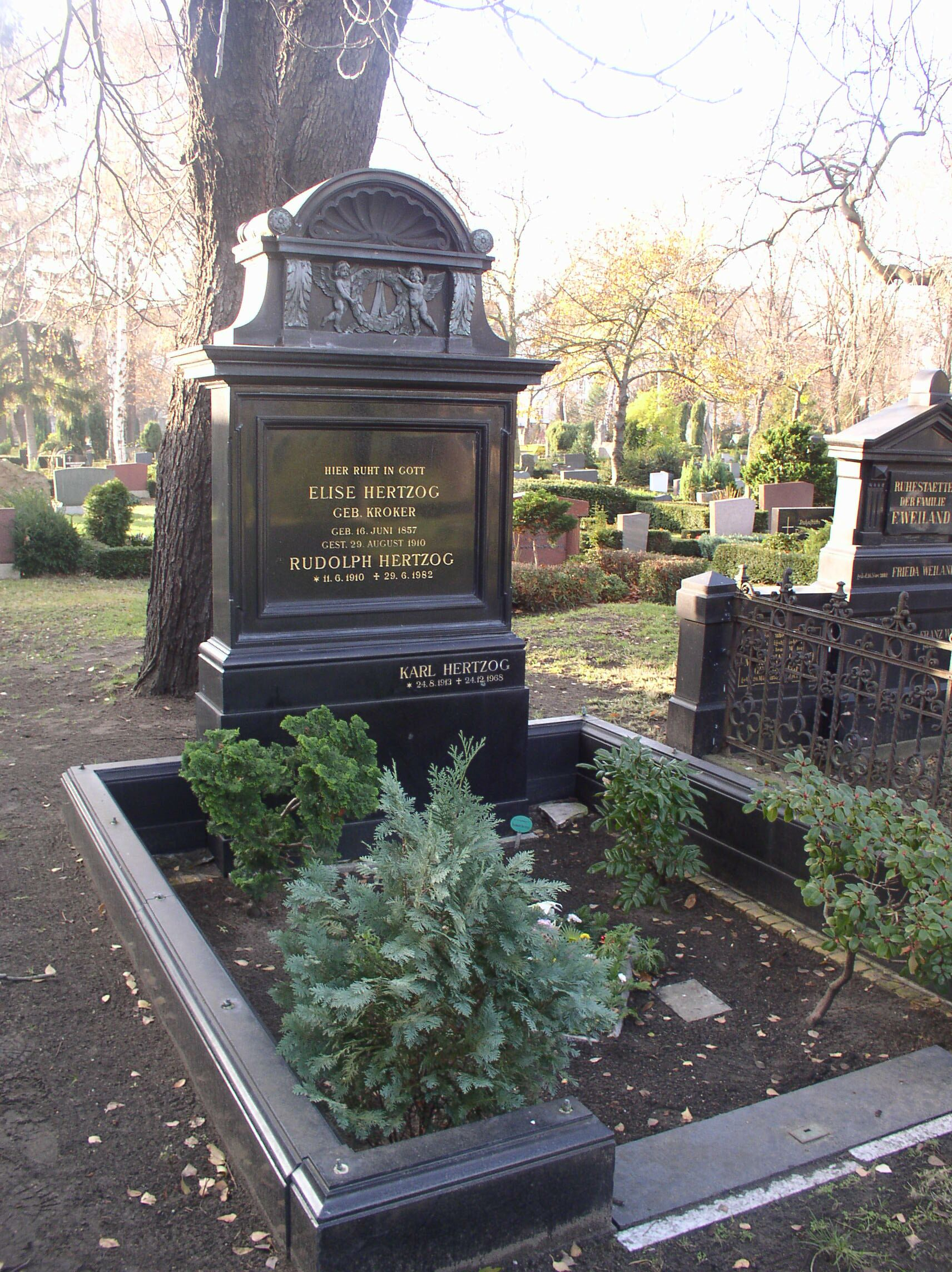
Sepultura de Rudolph Hertzog
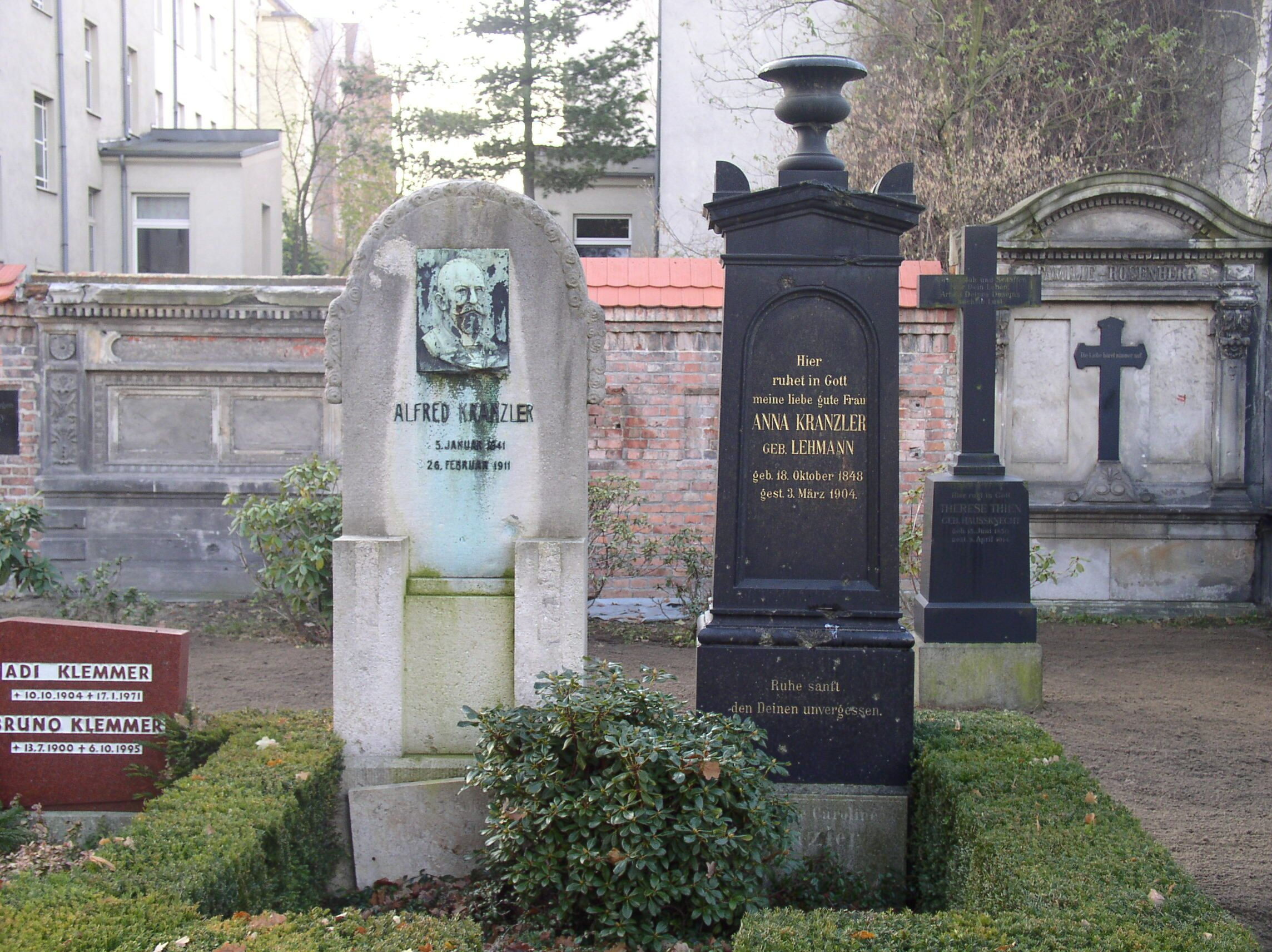
Sepultura de Alfred Kranzler
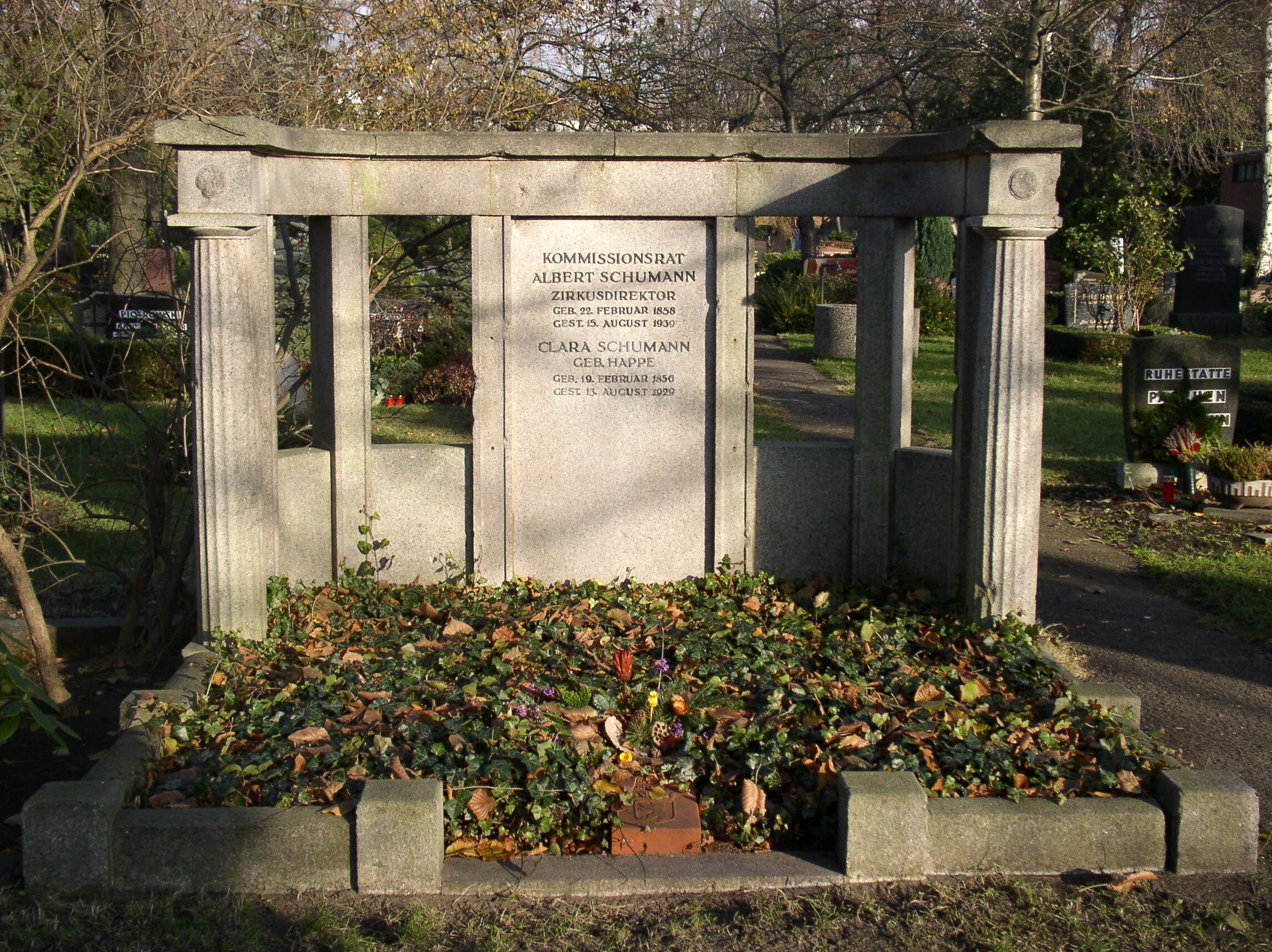
Sepultura de Albert Schumann

## Liesenbrücken

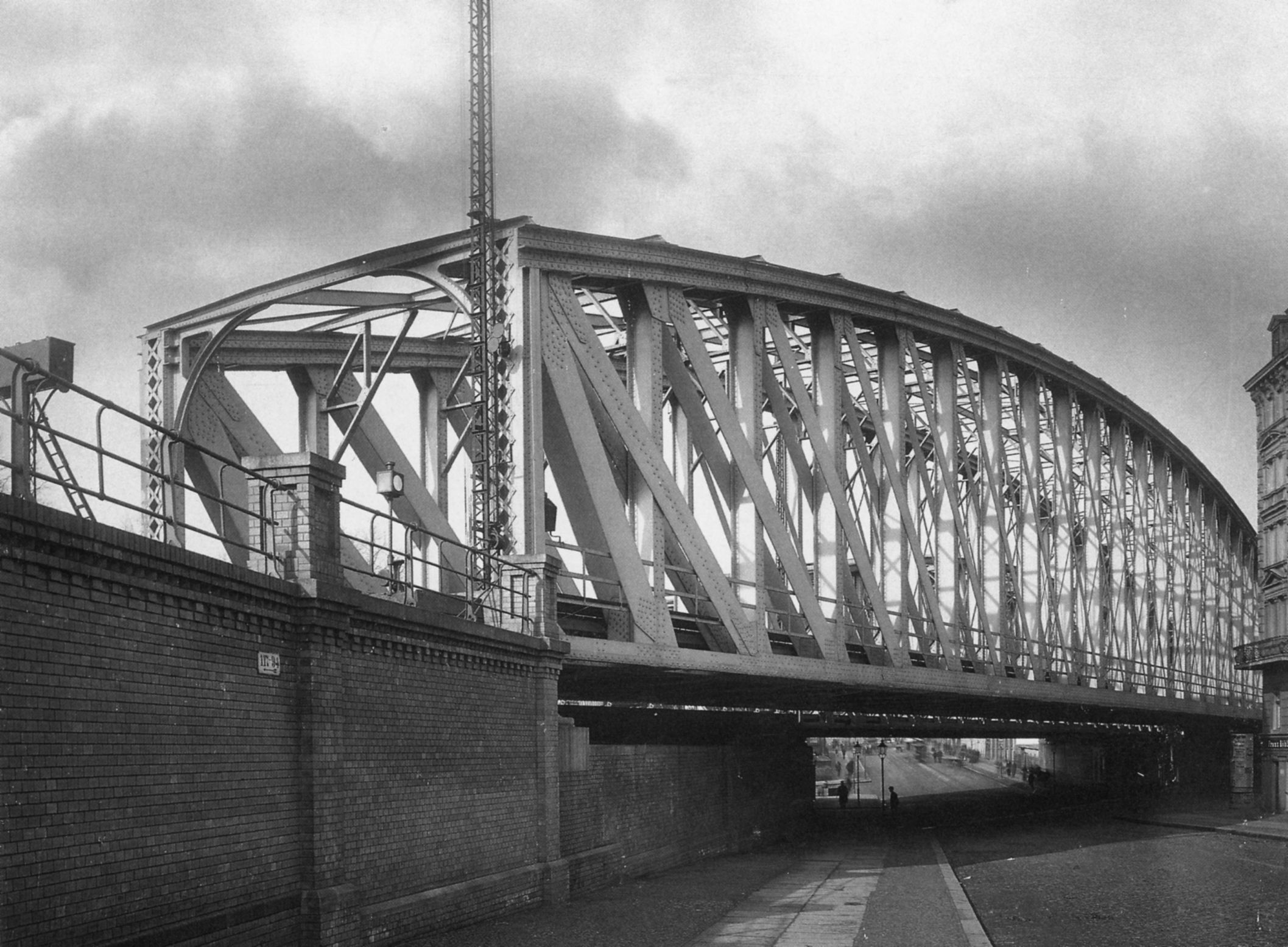
Vista da ponte da Ferrovia Berlim–Szczecin sobre a Liesenstraße, 1897

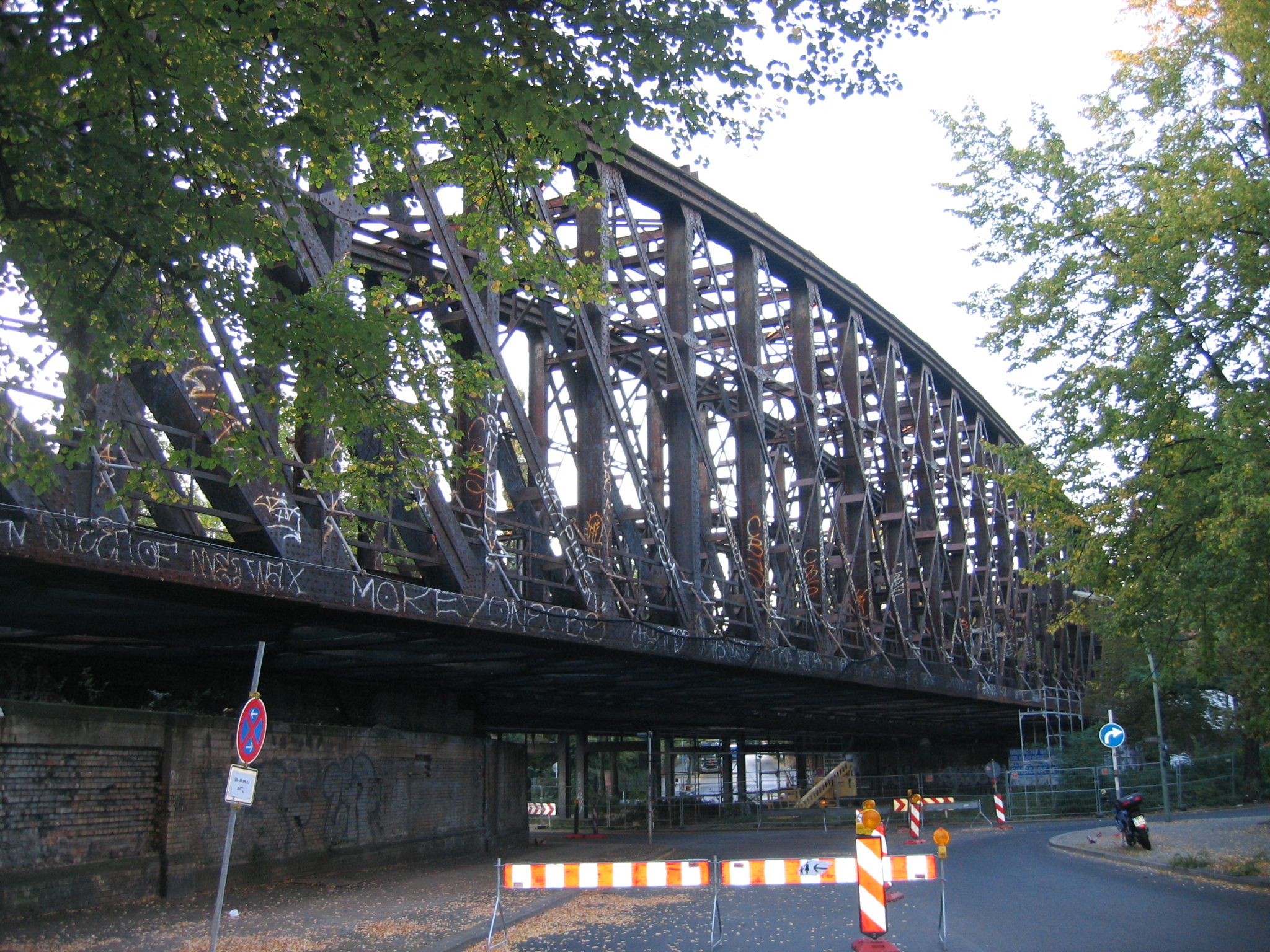
As Liesenbrücken vistas da Gartenstraße

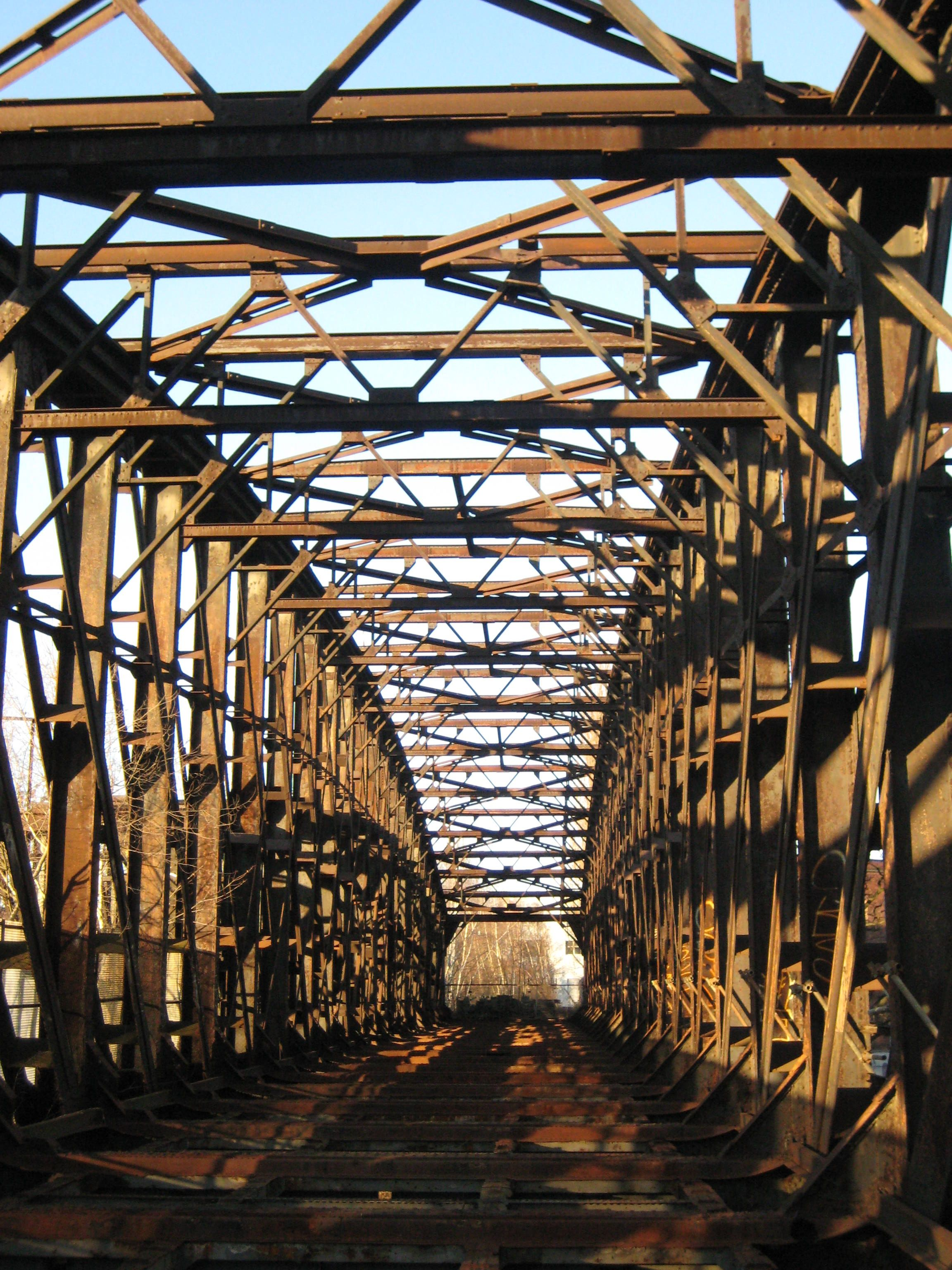
A ponte leste desativada

As pontes ferroviárias conhecidas atualmente como Liesenbrücken cruzam a Liesenstraße no cruzamento com a Gartenstraße. Todo o complexo é tombado como patrimônio cultural.
As pontes foram construídas em 1890-1896 pelos engenheiros B. Hildebrandt e K. Bathmann, para elevar os trilhos da Ferrovia Szczecin, que existia desde 1843 e que cruzava a rua em uma passagem de nível.
Para a construção das pontes os trilhos foram colocados sobre aterros. As pontes são de estruturas treliçadas de ferro com arcos superiores semi-parabólicos. As peças finais formam portais. Os trilhos nas pontes foram colocados em um leve enchimento de cascalho e o leito dos trilhos foi coberto com lajes que não existem mais.
A ponte oeste foi renovada em 1956/1957. Os pilares foram totalmente removidos e reconstruídos para este fim.
Atualmente apenas as pontes oeste renovadas estão em operação. A iniciativa “Grünzüge für Berlin” está empenhada em criar uma conexão verde entre o parque na Berlin Nordbahnhof e o Volkspark Humboldthain sobre as Liesenbrücken que não estão mais em uso.